# Iaroslavl
Pour les articles homonymes, voir Iaroslav.
Iaroslavl (en russe : Ярославль) est une ville de Russie et la capitale de l’oblast de Iaroslavl dans la partie européenne du pays, ainsi que du raïon de Iaroslavl, dont elle ne fait cependant pas partie. Elle forme une subdivision au sein de l'oblast, qui a le statut d'okroug urbain, et elle est divisée en six arrondissements. Ses habitants sont appelés les Iaroslaviens.
Fondée en 1010, problablement par Iaroslav le Sage dans ce qui était alors un territoire finnois, elle l'une des plus anciennes villes russes et la ville slave la plus ancienne sur la Volga. Appartenant à la principauté de Vladimir-Souzdal, elle est mentionnée pour la première fois en 1071 lors du soulèvement de Rostov. La ville reste au début une ville mineure, avant que Constantin Vladimirski lui donne de l'importance après la désintégration de la Rus' de Kiev. Ses premières églises apparaissent, mais elle est pillée en 1238 lors de l'invasion mongole de la Rus' de Kiev. Deux attaques de la Horde s'y produisent en 1293 et 1322, et elle est également ravagée par la Peste noire en 1278 et 1364. Après son annexion à la Moscovie, la ville est reconstruite, et aucun bâtiment ne subsite de l'époque antérieure. La ville prospère grâce à sa position sur la Volga qui la place sur la route commerciale qui relie la nouvelle capitale Moscou et Arkhangelsk, où des marchands venus des pays européens s'y côtoient. L'apogée est momentanément arrêtée pendant le Temps des troubles, où la ville est dévastée. Elle renoue ensuite avec la prospérité, atteignant son apogée au XVIIe siècle. Mais avec la fondation de Saint-Pétersbourg, la ville perd son statut de ville marchand au XVIIIe siècle. En 1796, elle devient la capitale du gouvernement de Iaroslavl, et pendant la guerre civile russe, l'insurrection de Iaroslavl s'y déroule, et sa fin est synonyme de la prise définitive de Iaroslavl par l'Armée rouge. L'Union soviétique industrialise la ville, et elle s'étend. Elle fête son 1000e anniversaire en 2010, avec d'importantes rénovations urbaines.
Important centre industriel sous Staline, avec la fabrication de moteurs Diesel, des raffineries, de l'industrie pharmaceutique, des chantiers navals, la ville joue le rôle de plaque tournant de transports, avec à la fois un aéroport, des routes, des chemins de fer, dont le Transsibérien, mais aussi un port fluvial. La ville se situe en effet dans une région de plaine sur les deux rives de la Volga, au confluent de la rivière Kotorosl dans celle-ci.
Grande ville de l'Anneau d'Or de Russie, célèbre route touristique à travers les anciennes villes de la principauté de Vladimir-Souzdal, son École d'architecture est parmi les plus célèbres du pays, avec ses églises typiques de la Haute-Volga, et avec d'importants monuments classés. Elle a conservé de nombreux bâtiments, tels que des monastères, palais, places et maisons bourgeoises, édifiés aux XVIe et XVIIe siècles dans la vieille ville, qui est inscrite depuis 2005 au patrimoine mondial de l’Unesco.

## Géographie

### Situation géographique
Iaroslavl est située au centre de la Russie européenne, dans une région de plaines légèrement vallonnée avec des collines ne dépassant pas 200 m d'altitude. Ses principaux quartiers s'étirent le long de la rive gauche de la Volga, au nord du confluent de ce fleuve avec la rivière Kotorosl. Certains quartiers sont situés au sud du confluent ainsi que sur la rive droite. Le niveau du fleuve est fixé par le fonctionnement du barrage de Nijni Novgorod situé à environ 400 km en aval. Celui-ci forme un lac artificiel (le réservoir de Gorki) qui fait sentir son influence en amont de Iaroslavl jusqu'à Rybinsk. Le fleuve est large d'environ 500 m au niveau de la ville. La région est caractérisée par des terres non noires recouvertes dans des proportions importantes par des forêts de conifères et des forêts mixtes. Elle comprend également des zones de marécages,.
La ville se situe dans la partie centrale de la plaine d'Europe orientale, dans une zone appelée la plaine de Iaroslavl-Kostroma.
Iaroslavl se situe sur l'axe majeur qui relie Moscou située à 265 km au sud-ouest et la ville de Arkhangelsk au bord de la mer Blanche au nord. C'est à la fois un carrefour routier et un carrefour ferroviaire ainsi qu'un port important sur la Volga. Située en amont de Nijni-Novgorod, c'est la première des grandes villes qui s'échelonnent sur ce fleuve.
Les villes les plus proches sont Toutaïev (env. 40 000 habitants) 35 km au nord-ouest ; Gavrilov-Iam (env. 17 000 habitants) à 37 km au sud, Nerekhta (env. 22 000 habitants) à 77 km au sud-est ; Rybinsk (env. 200 000 habitants) à 77 km au nord-ouest et Kostroma (env. 270 000 habitants) à 85 km à l'est. A plus grande distance se trouvent Tcherepovets (env. 320 000 habitants) à 200 km au nord-nord-est, Vologda (env. 22 000 habitants) à 200 km au nord, Ivanovo (env. 400 000 habitants) à 120 km au sud-est, Vladimir (env. 350 000 habitants) à 180 km au sud et Tver (env. 420 000 habitants) à 250 km au sud-ouest.

### Hydrographie
La ville de Iaroslavl est arrosée par la Volga (le réservoir de Gorki) dont son niveau est défini par le barrage de Nijni Novgorod. Alors que la rive droite de la Volga est haute et escarpée, la rive gauche et basse et plate. Dans celle-ci à Iaroslavl son affluent droit la Kotorosl. Dans la Kotorosl se jettent plusieurs rivières et ruisseaux, la plus importante étant la rivière Nora.
Près de la confluence de la Kotorosl dans la Volga se trouvent plusieurs îles, dont l'île Damanski où se trouve un parc.

### Climat
| Donnée                  | Iaroslavl | Moscou  | Paris  | Berlin  |
| ----------------------- | --------- | ------- | ------ | ------- |
| Temp. minimale moyenne  | −0,8 °C   | 2,6 °C  | 8,9 °C | 5,9 °C  |
| Temp. maximale moyenne  | 8 °C      | 10,1 °C | 16 °C  | 13,4 °C |
| Précipitations (mm)     | 591       | 713     | 637    | 570     |
| Ensoleillement (heures) |           | 1 731   | 1 661  | 1 626   |

Le climat de Iaroslavl est de type continental tempéré caractérisé par des hivers neigeux et froids mais secs avec une température moyenne de −10 °C durant les mois de décembre, janvier et février et des étés chauds, avec une température moyenne en été de 16 °C à 18 °C et une température annuelle moyenne de 3,6 °C. Les précipitations sont très modérées (591 millimètres) et réparties sur toute l'année mais plus marquées durant les mois d'été.
| Mois                              | jan.  | fév.  | mars | avril | mai  | juin | jui. | août | sep. | oct. | nov. | déc.  | année |
| --------------------------------- | ----- | ----- | ---- | ----- | ---- | ---- | ---- | ---- | ---- | ---- | ---- | ----- | ----- |
| Température minimale moyenne (°C) | −15,8 | −14,2 | −8,6 | 0     | 6,2  | 10,1 | 12,5 | 10,7 | 5,9  | 0,9  | −5,2 | −11,6 | 0,8   |
| Température moyenne (°C)          | −12   | −10   | −4,3 | 4,5   | 12   | 15,7 | 17,9 | 16,1 | 10,4 | 4,1  | −2,7 | −8,4  | 3,6   |
| Température maximale moyenne (°C) | −8,2  | −5,8  | 0,1  | 9     | 17,8 | 21,4 | 23,3 | 21,5 | 14,9 | 7,2  | −0,2 | −5,2  | 8     |
| Précipitations (mm)               | 37    | 27    | 26   | 40    | 52   | 65   | 84   | 64   | 55   | 52   | 46   | 43    | 591   |

### Environnement
Iaroslavl, étant un grand centre industriel et de transport, se caractérise par un impact élevé sur l'environnement. Les facteurs anthropiques les plus importants à l'origine de cette charge sont, tout d'abord, la pollution de l'air, ainsi que des masses d'eau de surface et du territoire (sols). Depuis 2010, plus de 1,5 mille organisations qui sont des sources de pollution et plus de 14 mille personnes morales et entrepreneurs individuels, sont enregistrés auprès du Comité pour la gestion des ressources naturelles et la protection de l'environnement du bureau du maire de la ville.
Des observations du niveau de pollution de l'atmosphère de la ville sont réalisées en cinq points fixes. La concentration maximale admissible de benzopyrène est souvent dépassée et la concentration de dioxyde d'azote est élevée. Parmi les principaux polluants atmosphériques figurent le transport routier, ainsi que la raffinerie de pétrole de Iaroslavnefteorgsintez, une usine de noir de carbone et une usine de pneus,. Les écologistes appellent la Place Rouge et l'avenue Tolboukhine les zones où l'air est le plus pollué de Iaroslavl. La qualité de l'eau de la Volga est faible. Selon le Centre régional d'hydrométéorologie et de surveillance de l'environnement de Iaroslavl, la teneur réelle en phénols et produits pétroliers dans l'eau en 2008 dépassait les normes de concentration annuelle moyenne.

### Espaces verts et parcs
Sur le territoire de la ville se trouve en 2018 15 aires protégées d'importance régionale, toutes classifiées comme monument naturel. Les aires protégées sont la vallée de la rivière Iti, la forêt près du village de Penki, la forêt Vovdijenski, le parc Tveritski, la forêt de Smolensk, la forêt de pins du monastère de Tolga, la carrière Krestovsky, la plaine inondable de la rivière Kotorosl, le parc du village de Neftestroï, le parc Demidovski, le parc Boutoussovski, le parc Skobykinski, le parc Pavlovski au bord de la Volga, le bosquet de tilleuls dans le village de Norskoïe et la Haute-île sur la Volga. La superficie totale des aires protégées est de 251,949 2 hectares.

Par ailleurs, il existe depuis une décision de la municipalité de 2015 une aire protégée d'importance locale ; le paysage naturel au confluent des rivières Tolgobolka et Volga, d'une superficie de 41,15 hectares. Enfin, depuis 2018, les plans d'eau des monuments naturels bénéficient eux aussi de protections.

Espaces verts de Iaroslavl :
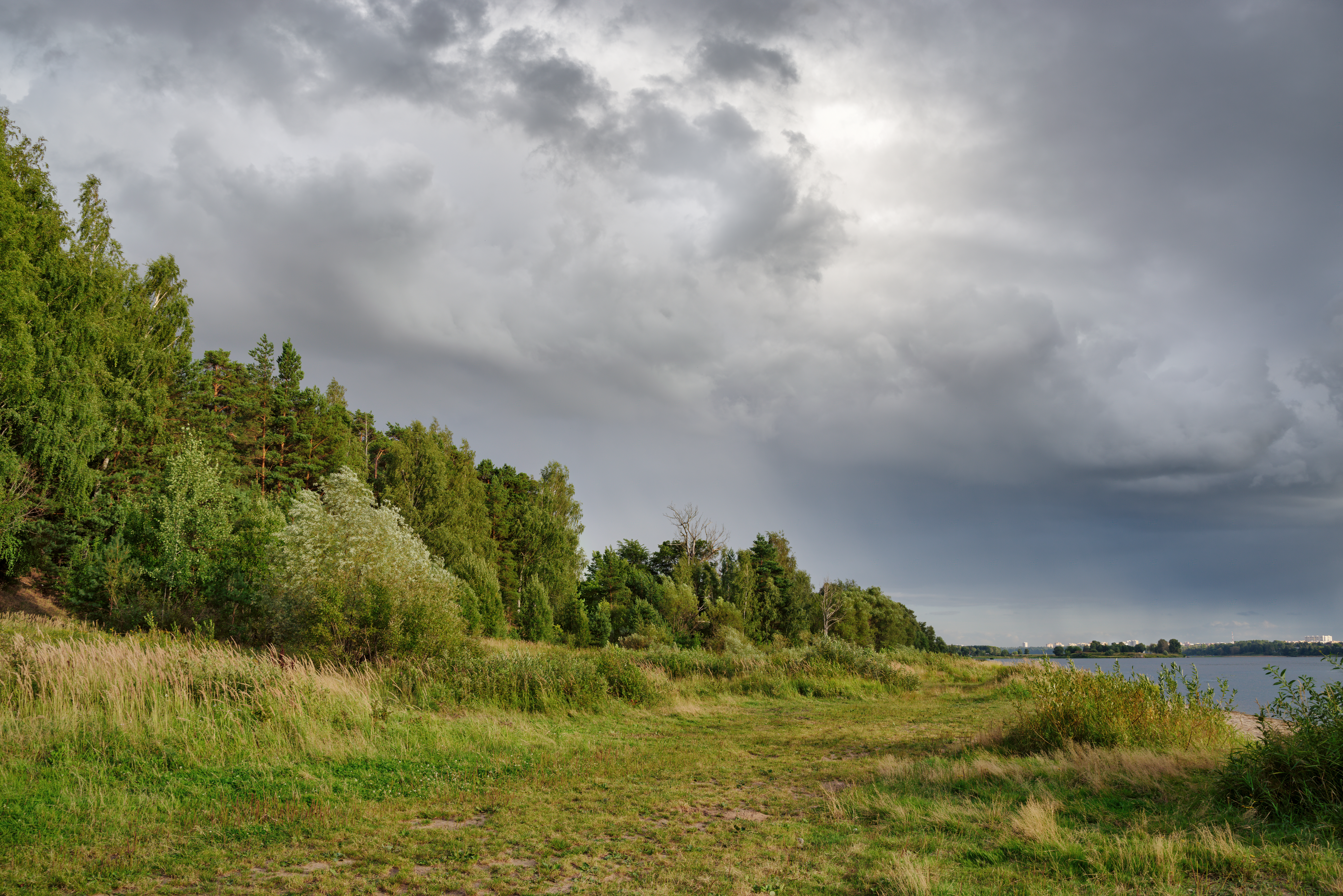
Forêt Vovdijenski.
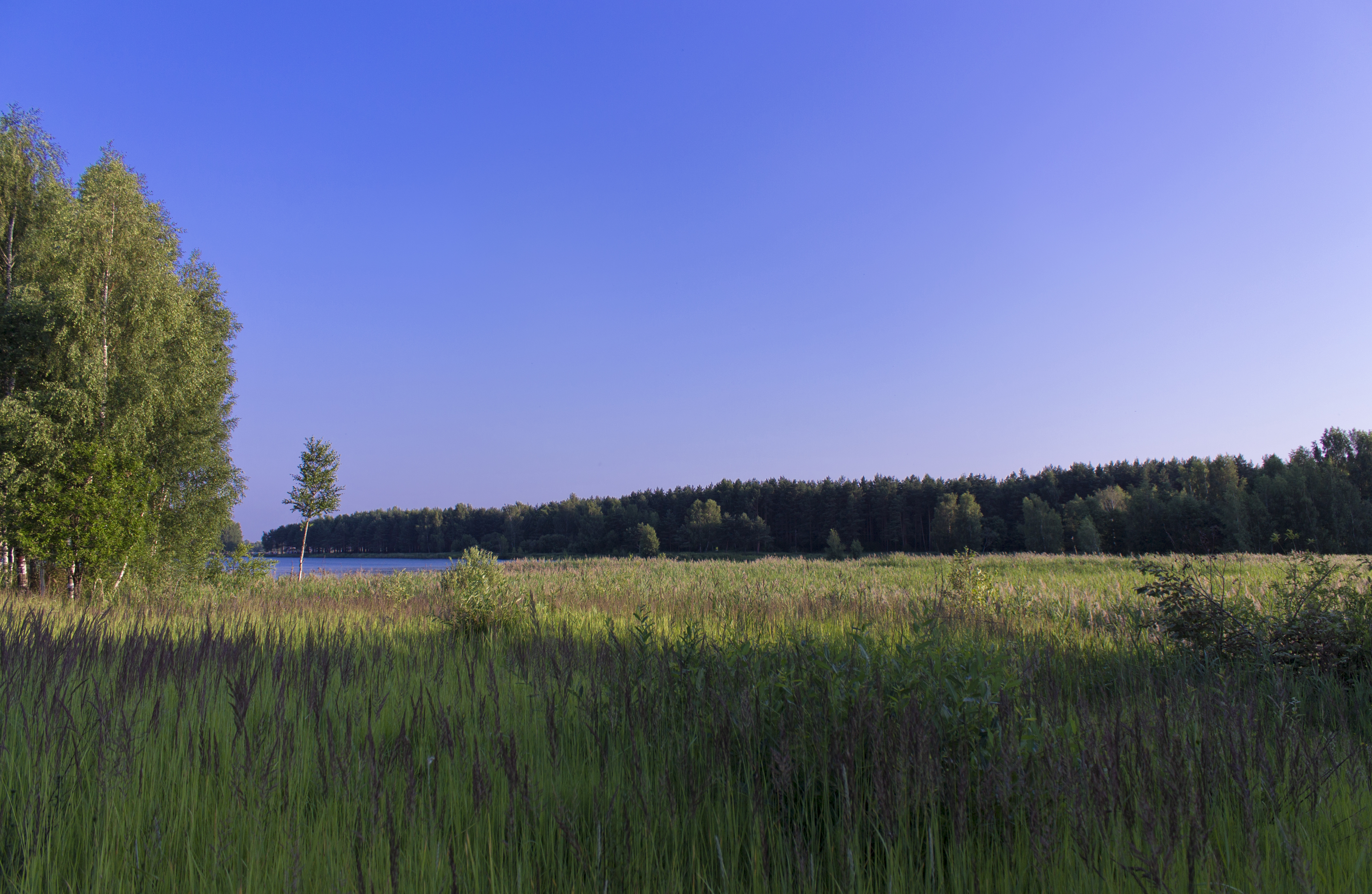
Prairie dans la forêt de Smolensk.
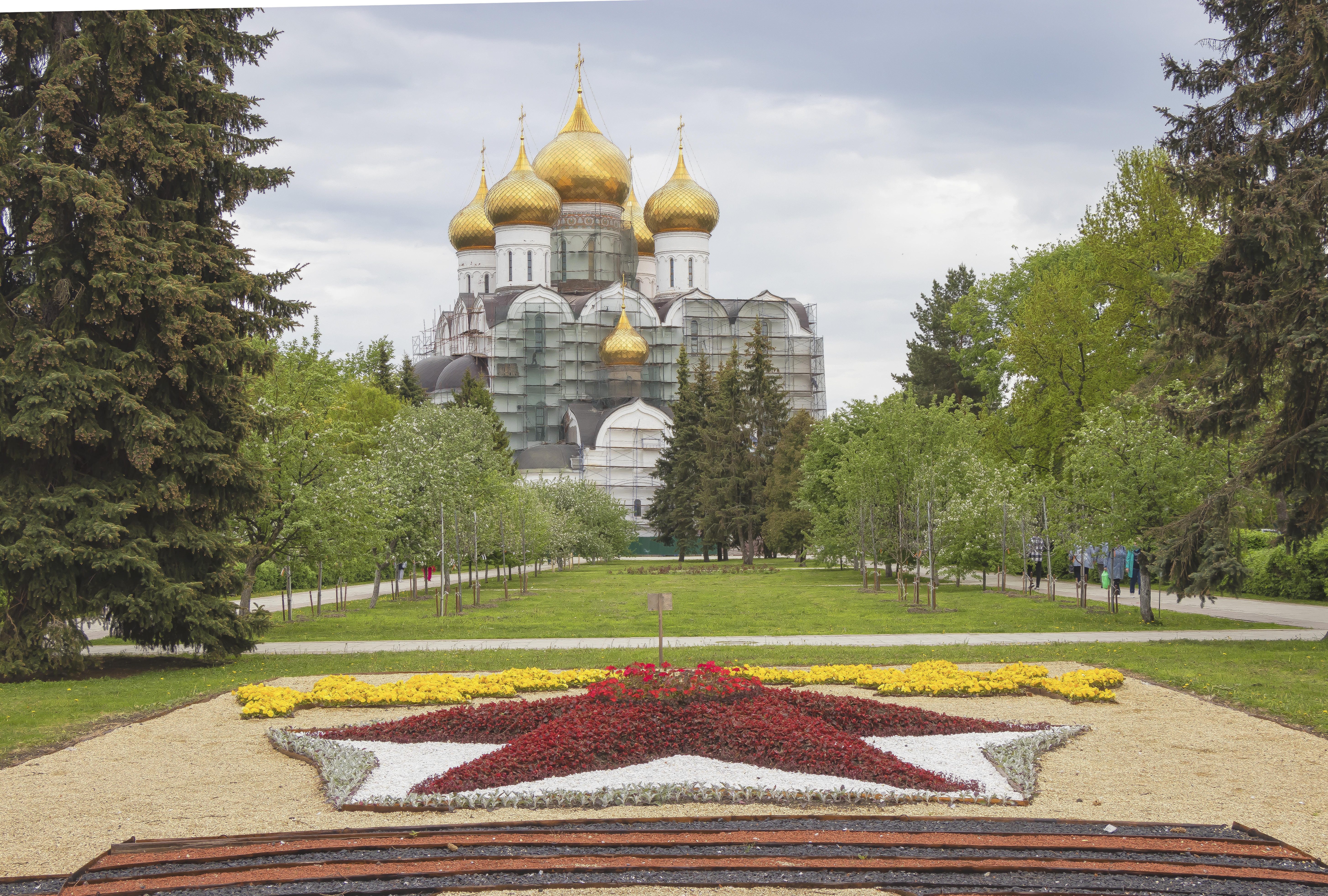
Parc Demidovski.
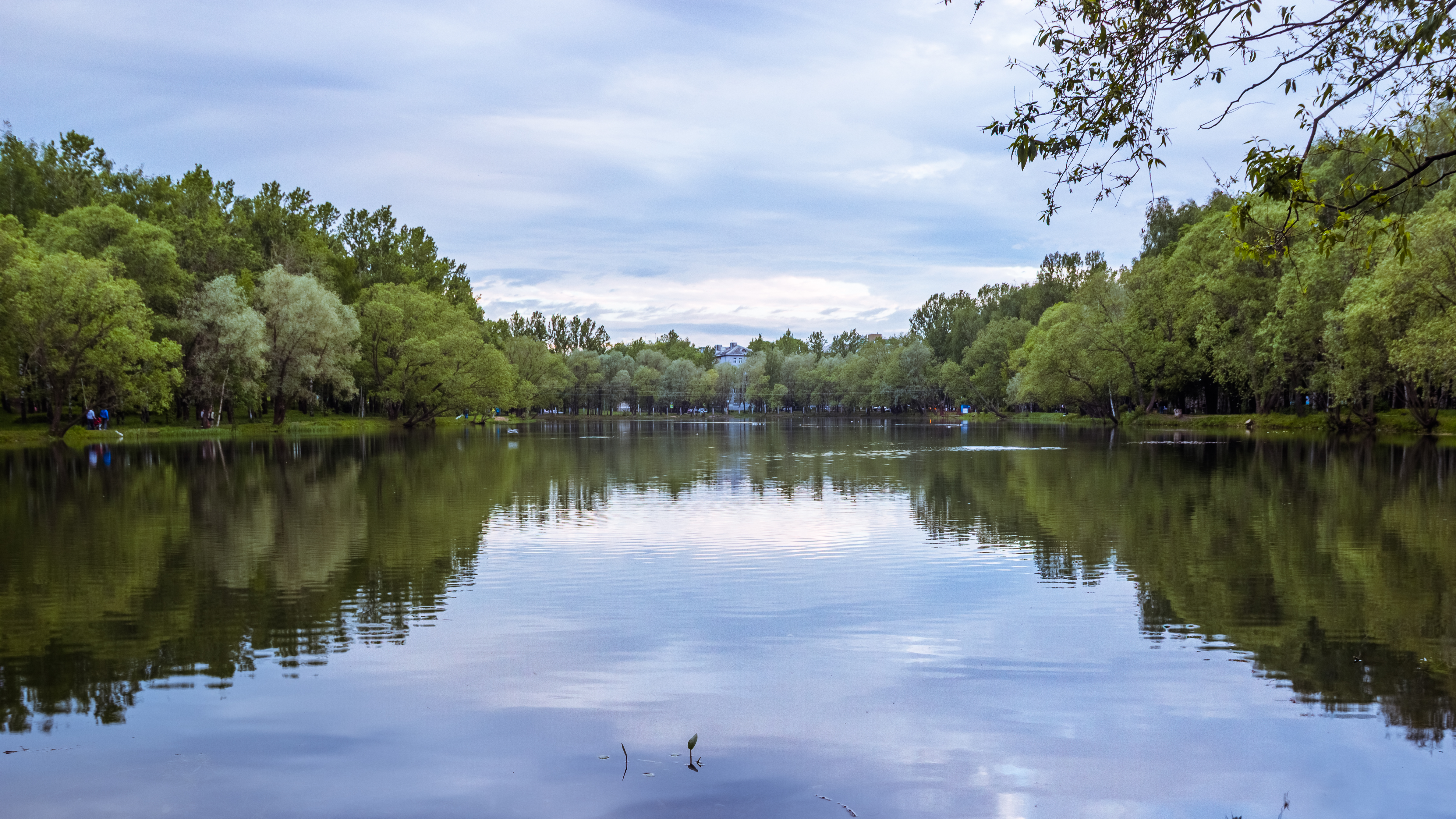
Parc Neftianiks.

## Urbanisme

### Occupation des sols
L'occupation des sols de la municipalité, telle qu'elle ressort du plan directeur de la ville, montre une forte part d'espaces artificialisées. La répartition détaillée en 2021 est la suivante d'après la mairie:
- Zones résidentielles : 24,6 ;
- Zones industrielles : 20,2 %
- Infrastructures de transport : 12,6% ;
- Eaux continentales : 9,5 % .

| Année                                                                     | 2021 (ha) | %     |
| ------------------------------------------------------------------------- | --------- | ----- |
| Zones résidentielles                                                      | 5285.32   | 24,6  |
| Zones publiques et professionnelles                                       | 239,79    | 1,1   |
| Zone d'aménagement public spécialisé                                      | 337,15    | 1,6   |
| Zone de production                                                        | 4322.54   | 20.2  |
| Zones industrielles, zones d'ingénierie et d'infrastructures de transport | 724,95    | 3,3   |
| Zone d'infrastructures de transport                                       | 2688.98   | 12,6  |
| Zone d'infrastructures d'ingénierie                                       | 212.17    | 1     |
| Zones agricoles cultivées                                                 | 157,87    | 0,7   |
| Zone de sociétés associatives horticoles ou maraîchères                   | 804.83    | 3.8   |
| Infrastructures et aires sportives                                        | 2704.10   | 12.6  |
| Zone de cimetières                                                        | 170,29    | 0,8   |
| Zones à usage spécial                                                     | 418.31    | 1,9   |
| Plans d'eau                                                               | 2034.92   | 9,5   |
| Zone publique et commerciale multifonctionnelle                           | 164,14    | 0,8   |
| Espaces forestiers                                                        | 318,37    | 1,5   |
| Zone de stockage et entrepôts                                             | 667.59    | 3;1   |
| Zone de développement historique                                          | 201.19    | 0.9   |
| Total                                                                     | 21 452    | 100 % |

### Transports

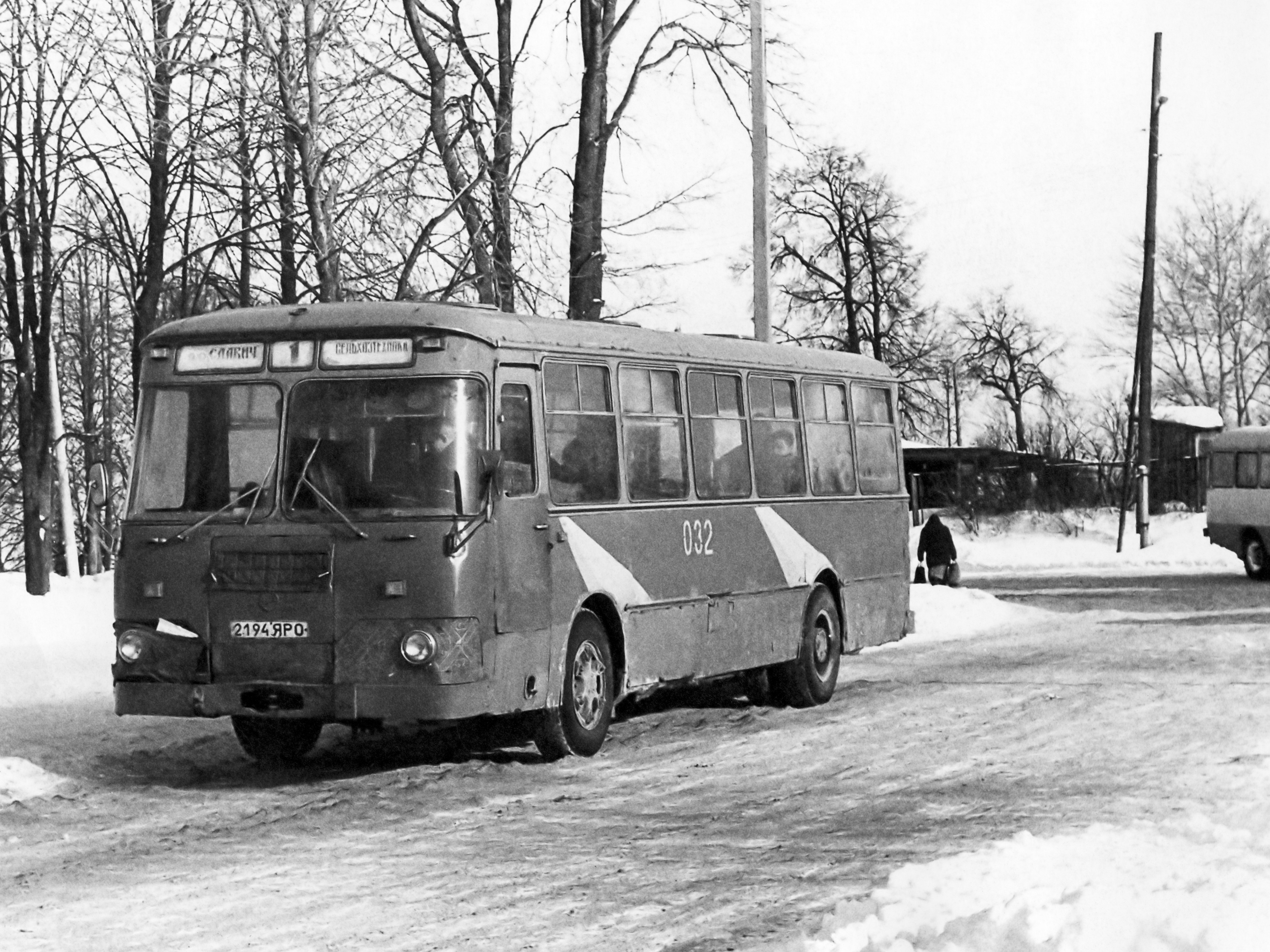
Autobus 1 sur la route de Sel'khoztekhniki à Slavici. Pereslavl, en 1993.

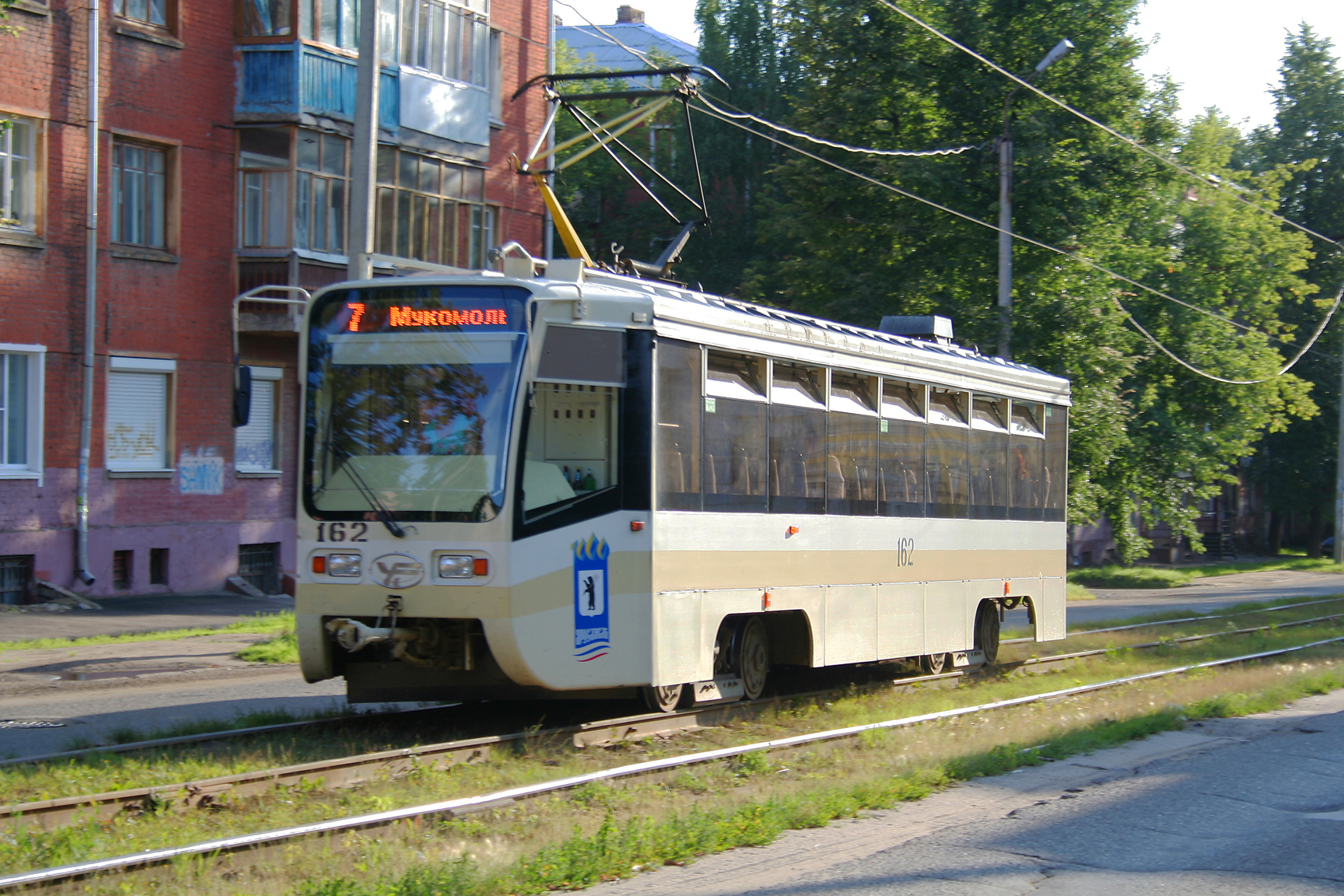
Tramway (2019).

#### Voies de communication

##### Infrastructures routières
La ville est un important nœud routier situé sur la route fédérale M8 Moscou-Arkhangelsk, mais qui traverse le centre-ville, étant donné qu'il n'y a pas de contournement autoroutier, seulement une route de contournement partielle, mais qui est plus longue que l'itinéraire via centre-ville. Elle est par ailleurs reliée à Rybinsk et à Ivanovo par la route fédérale R132. Le fleuve Volga, qui coupe la ville en deux et qui est large de près de 500 mètres, est enjambé par deux ponts routiers et un pont ferroviaire. La rivière Kotorosl est, quant à elle, traversée par quatre ponts routiers et un pont ferroviaire. Une autoroute de contournement, dont le premier tronçon a été inauguré en 2010, permet aux véhicules qui ne font que transiter, de ne pas passer par le centre-ville. La ville dispose d'une importante gare routière d'où partent à la fois des lignes desservant l'agglomération et des liaisons longue distance (Moscou, Oufa, Vladimir, Kazan, etc.).
Au 1er janvier 2022, la longueur des routes publiques d'importance locale dans la ville était de 760,1 km, dont 639,6 km d'entre elles étaient pavés. À la même date, 267,9 km de routes publiques d'importance locale dans la ville, soit 35,3 % de la longueur totale du réseau, ne répondaient pas aux exigences réglementaires.

##### Franchissement de la Volga et des autres rivières
La ville compte 27 ponts, routiers, piétons, ferroviaires, et autres.

#### Transports

##### Transports en commun
Iaroslavl possède un réseau développé de transport urbain incluant autobus, trolleybus et lignes de tramway :
- Les transports en commun dans l'agglomération sont pris en charge principalement par un réseau de bus municipaux et privés ainsi que des trolleybus à traction électrique.
- Le réseau de tramway ouvert en 1900 comporte 4 lignes et a une longueur totale de 19 kilomètres qui s'est nettement réduite après la dissolution de l'Union soviétique. Il est desservi par des rames à voiture unique de type KTM-19 qui ont progressivement remplacé à compter du milieu des années 2000 les KTM-5[18].

##### Transport ferroviaire
Iaroslavl est un des nœuds ferroviaires de la ligne électrifiée du nord qui relie Moscou à Arkhangelsk. La ville possède deux gares voyageurs. La gare principale Iaroslavl-Glavny dispose de quatre quais. Les trains qui s'y arrêtent assurent des liaisons à grande distance vers les villes (terminus) de Moscou, Saint-Petersbourg, Oufa, Samara, Minsk, Arkhangelsk, Tchita, Syktyvkar, etc. Des trains de banlieue électriques desservent les villes à proximité Danilov, Rostov, Aleksandrov, Nerekhta et Kostroma. Les liaisons vers les villes voisines de Rybinsk et Ivanovo sont assurées par des trains diesel. La gare de Iaroslavl-Moskovski plus petite est le point d'arrêt du transsibérien Moscou-Vladivostok et du Kostroma-Moscou ainsi que de quelques lignes de banlieue. À Moscou, c'est de la gare de Iaroslavl à Moscou que partent les trains menant à Iaroslavl.

#### Port fluvial
Iaroslavl dispose d'un port sur le fleuve Volga qui est libre de glace entre mai et fin octobre. Environ 3,5 millions de tonnes de fret sont déchargés annuellement par des péniches fluviales. Le port constitue un des arrêts des navires de croisière qui circulent sur la Volga. Des ferrys assurent quotidiennement des liaisons avec les villes environnantes. Il existait autrefois des liaisons à grande vitesse assurées par des hydroptères de type Meteor qui ont été fermées peu après la fin de l'Union soviétique

#### Transport aérien
Iaroslavl possède un petit aéroport régional située à 17 kilomètres au sud-est du centre-ville qui assure des dessertes saisonnières vers Moscou et Saint-Pétersbourg. L'aéroport dispose d'une piste en béton de 3 kilomètres avec un ILS de catégorie I.

Le 7 septembre 2011, l’aéroport est la scène d’une catastrophe aérienne : l'accident de l'avion transportant le Lokomotiv Iaroslavl ( l’équipe de hockey de la ville) à destination de Minsk en Biélorussie. L'avion de ligne de type Yakovlev Yak-42 s'écrase peu après son décollage de l'aéroport Tounochna, faisant 44 morts parmi les 45 occupants

Transports à Iaroslavl
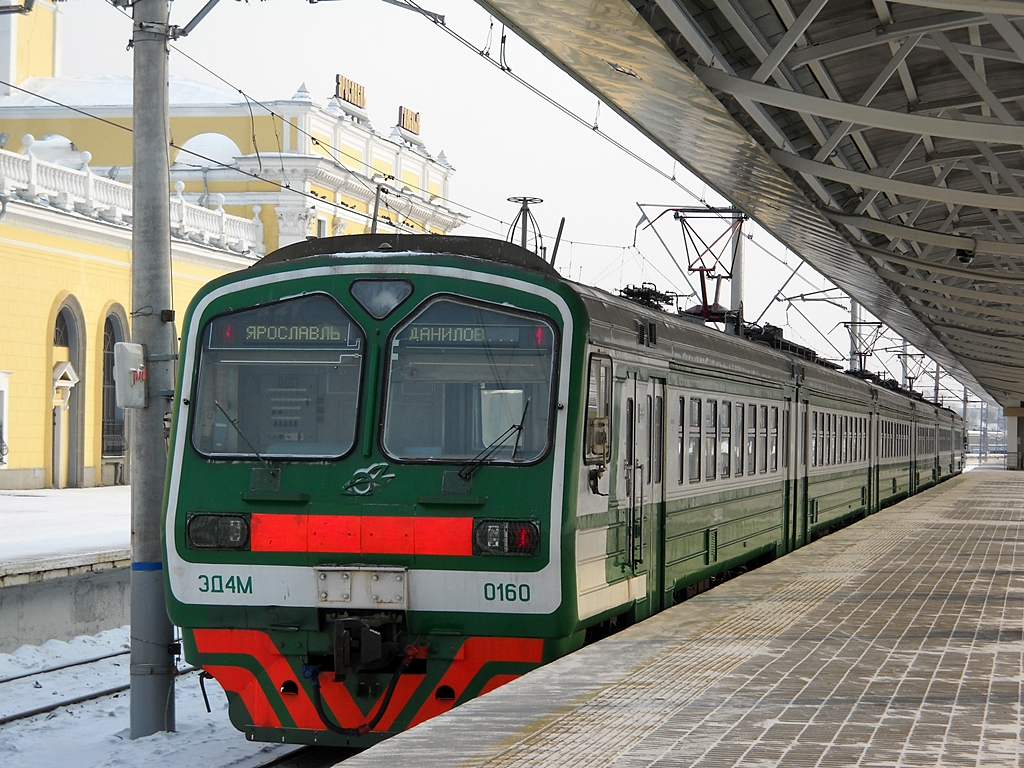
Automotrice électrique ED4M desservant la ville de Danilov à Iaroslavl-Glavny
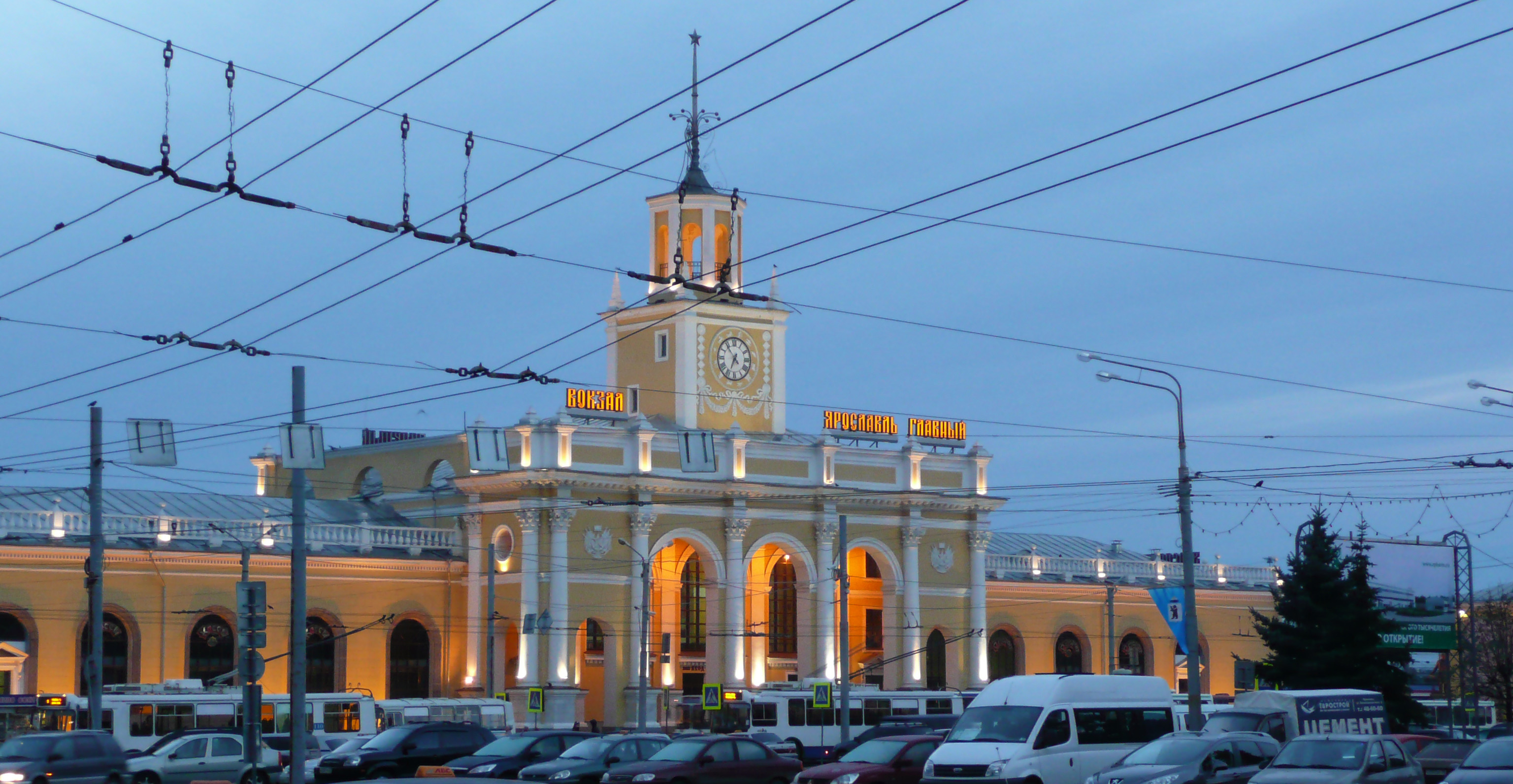
Gare de Iaroslavl-Glavny
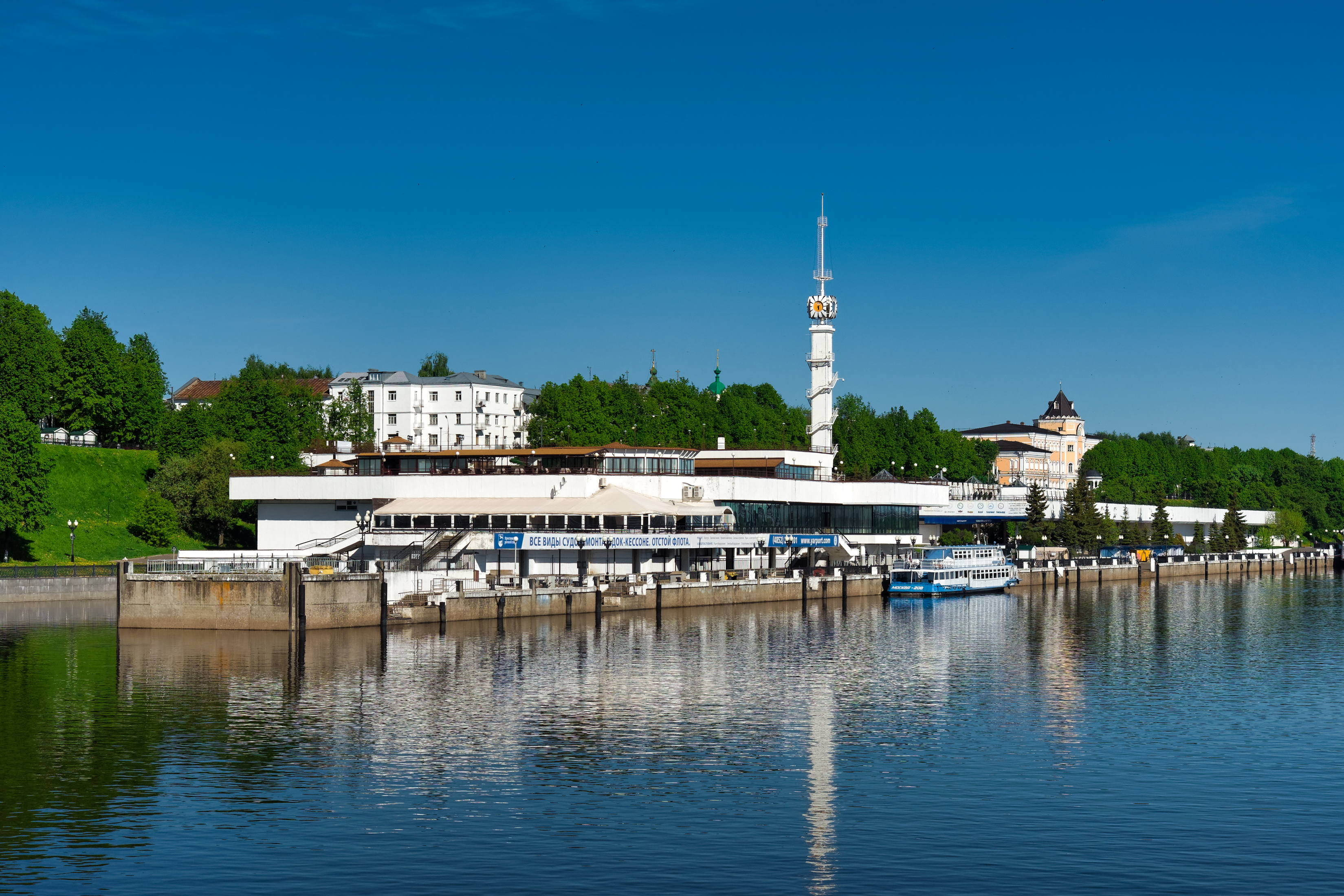
Gare maritime sur la Volga

## Histoire

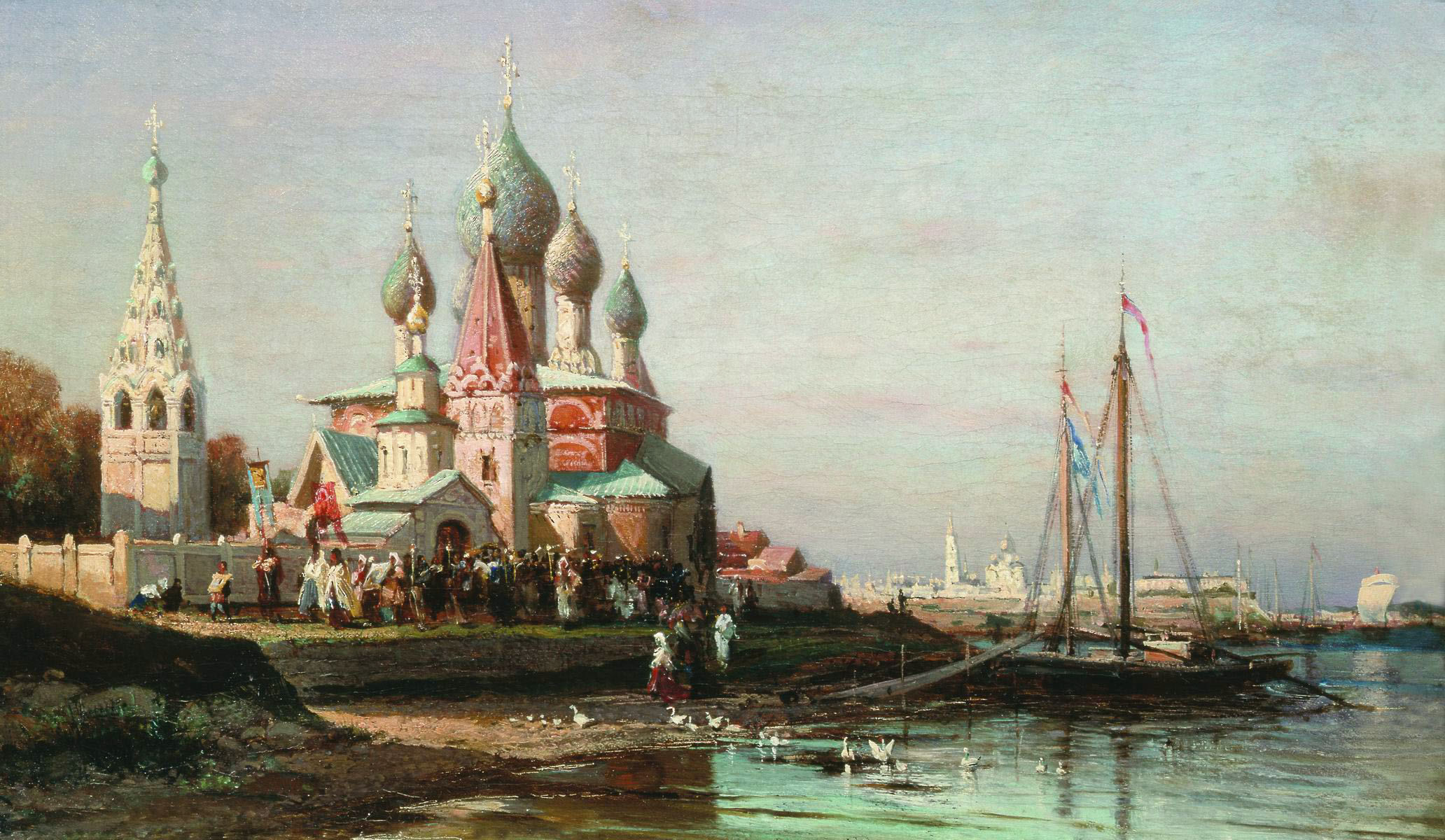
Procession pascale à Iaroslavl par Alexeï Bogolioubov (1863)

### Fondation
La ville est mentionnée pour la première fois en 1010. Elle aurait été fondée en pays finnois par Iaroslav le Sage, dirigeant de la Rus' de Kiev. Ce dernier royaume est à l'époque à son apogée et a étendu sa frontière vers le nord en annexant la principauté de Rostov dont la capitale Rostov Veliki se trouve environ 50 kilomètres au sud de Iaroslavl. Un kremlin est construit au confluent de la Volga et de la rivière Kotorosl sur un site disposant de protections naturelles fournie par des berges abruptes. La cité est la première agglomération slave implantée sur le fleuve Volga, et elle devin un bastion du pouvoir pour la diffusion du christianisme dans la région. Le premier écrit citant Iaroslavl est un récit sur le soulèvement de Rostov de 1071 déclenché par une famine. Durant les deux premiers siècles Iaroslav reste une cité mineure rattachée à la principauté de Rostov-Souzdal. Les monastères de Petropavlovski et de la Transfiguration du Sauveur sont fondés à cette époque mais ils se situent alors à l'extérieur de l'enceinte de l'agglomération.

### Sous le joug des Mongols
Sous le règne de Constantin Vladimirski (1207-1218), Iaroslavl prend une importance significative au sein de la principauté de Vladimir-Souzdal, dont le rôle est devenu majeur à la suite de la désintégration de la Rus' de Kiev. La ville tire ses revenus du commerce sur la Volga et Iaroslavl accueille une population importante d’artisans et de marchands. Les premières églises en briques sont construites à cette époque. Mais l'invasion mongole de la Rus' de Kiev met fin à cette période. En 1238, les Mongols de Batou, qui ont vaincu toutes les armées qui lui ont été opposées par les Russes, atteignent la ville et la pillent. Les Mongols installent leur joug sur la région qui va durer plusieurs siècles. La ville devient le centre d'une petite principauté née de l'éclatement de Vladimir-Souzdal. Au cours des XIIIe et XIVe siècles, la ville construite principalement en bois est régulièrement ravagée par le feu. Elle subit également des attaques meurtrières des troupes mongoles comme en 1257 lorsque les troupes mongoles de la Horde d'or du khan Möngke massacrent une large partie de la population ainsi que la famille du prince régnant de l'époque. Ces attaques se répètent en 1293 et 1322. La ville est également ravagée par la Peste noire en 1278 et 1364.

### Rattachement à la principauté de Moscou
En 1463, la principauté de Iaroslavl est rattachée à la principauté de Moscou et elle devient une région (oblast) de cet État en cours de formation. À partir de cette époque le destin de Iaroslavl devient inséparable de celui de l'État moscovite puis russe. La ville continue à être ravagée régulièrement par le feu si bien qu'à la fin du Moyen Âge, les principaux bâtiments sont reconstruits en pierre. Il ne reste plus aujourd'hui aucun témoignage de l'architecture antérieure à cette période de reconstruction. Au milieu du XVIe siècle, la ville est pour la première fois entourée d'une enceinte en pierre, qui est associée à une grande tour de guet. Sous le règne d'Ivan le Terrible, les deux monastères de Iaroslavl profitent largement des dons effectués par ce tsar russe qui y fait de nombreux pèlerinages. La ville prospère grâce à sa position sur la Volga qui la place sur la route commerciale qui relie la nouvelle capitale Moscou et Arkhangelsk et qui est fréquentée par de nombreux marchands venus notamment d'Angleterre et d'Allemagne.

### Le temps des Troubles (1598-1613)
Une guerre civile provoquée par les rivalités entre les différents prétendants au trône russe, le Temps des troubles (1598-1613) met momentanément fin à cette période de prospérité. Comme la plupart des villes russes, Iaroslavl est dévastée à cette époque par la famine et pillée à plusieurs reprises déclenchant le soulèvement de la population. Les mercenaires polonais qui soutiennent le principal prétendant au trône russe de l'époque tentent sans succès d'occuper la ville en mai 1609. L'ordre est rétabli lorsque des Russes parviennent à chasser ces mercenaires de la capitale Moscou. Iaroslavl joue un rôle particulier dans cet épisode, car en avril-juin 1612 elle sert de point de ralliement aux troupes de Kouzma Minine et Dmitri Pojarski qui vont libérer Moscou de l’emprise des Polonais quelques mois plus tard. Le 21 février 1613 le premier tsar de la dynastie des Romanov monte sur le trône russe mettant fin à cette guerre civile.

### Développement commercial et industriel auXVIIesiècle

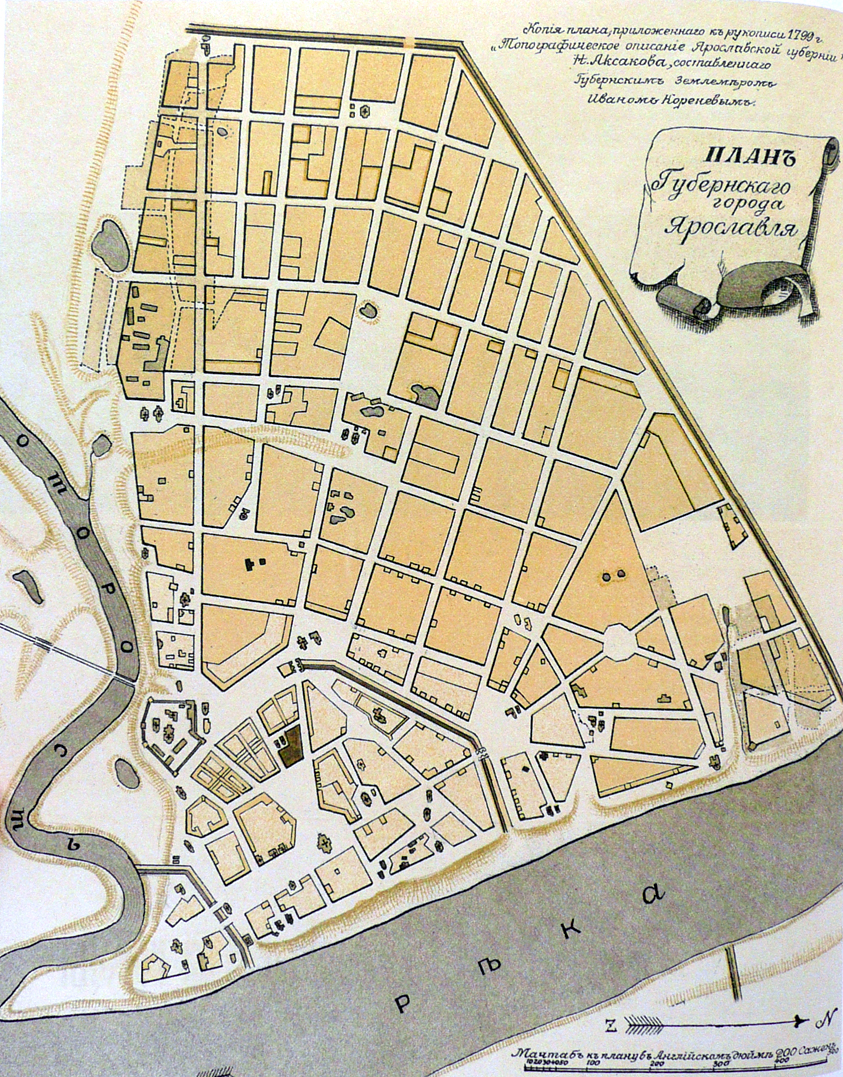
Le plan de la ville en 1799 défini par Catherine la Grande.

Iaroslavl garde son statut de ville commerciale importante aux XVIIe et XVIIIe siècles. Avec le fin du Temps des troubles renoue avec la prospérité. De nouvelles routes marchandes passant par Iaroslavl sont ouvertes vers l'ouest et l'est. Iaroslavl devient une étape importante sur la route qui dessert l'Oural et la Sibérie. Au XVIIe siècle sont édifiés les premiers établissements industriels. Le travail du cuir emploie environ 700 personnes. Une industrie textile, le travail de l'argent et la parfumerie commencent à se développer. La population croît de manière importante et atteint 15 000 habitants à la fin du XVIIe siècle ce qui en fait la deuxième ville de Russie.
La prospérité économique entraîne une véritable folie de construction dans les communautés religieuses. À partir de 1620, quarante églises en pierre sont construites dans la ville et la plupart surpassent celles de Moscou. Un style architectural propre à la ville est développé. Les marchands enrichis en sont les mécènes. En 1658, un incendie détruit la plupart des bâtiments en bois de la ville dont 29 églises et à partir de cette date les nouveaux édifices ne sont pratiquement plus construits qu'en pierre. Le sinistre n'arrête pas l'activité des bâtisseurs qui reconstruisent en veillant à plus d'homogénéité dans l'architecture. Presque tous les édifices datent des années 1660 à 1690.
À la suite des importantes transformations de la ville au XVIIe siècle, le premier plan directeur de la ville de l'histoire de Iaroslavl est approuvé en 1778, qui permet de former le centre historique de Iaroslavl.

### Développement d'un centre industriel auXIXesiècle

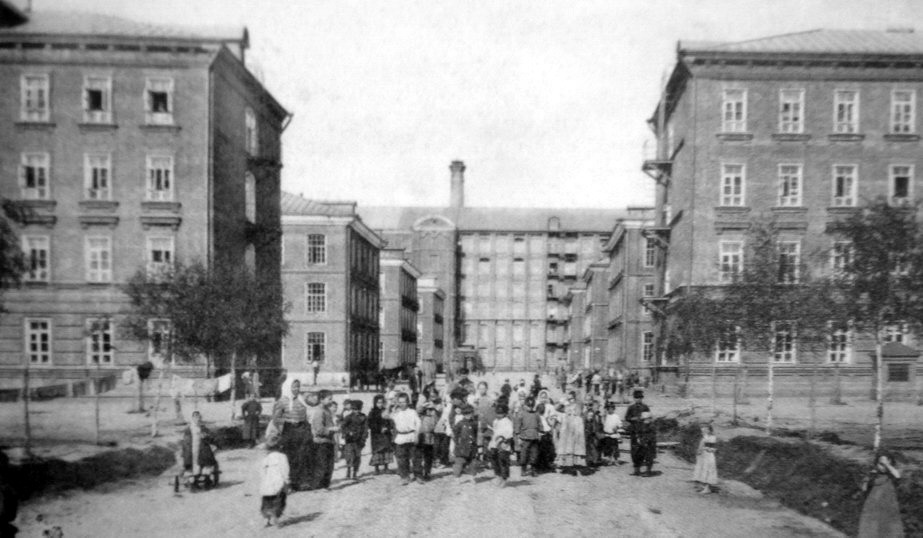
Immeubles d'habitation des ouvriers dans les années 1910.

La construction de Saint-Pétersbourg, décidée par Pierre le Grand en 1703, entraine un déclin de la route commerciale vers Arkhangelsk. Celui-ci est compensé par l'installation d'une usine textile sur la rive droite de la rivière Kotorosl qui devient non seulement le premier établissement industriel de la ville mais aussi l'une des principales usines textiles de Russie. En 1796 Iaroslavl devient la capitale d’un gouvernement. En 1805, le célèbre magnat industriel Paul Demidov y fonde une école scientifique, qui est transformée en lycée en 1833. Des liaisons ferroviaires sont établies entre Iaroslavl et Moscou, Saint-Pétersbourg, Vologda et Kostroma entre 1870 et 1893. Une première ligne de tramway entre en service en 1900. Iaroslavl devient un centre d’industrie lourde après la révolution de 1917.

### Insurrection de Iaroslavl (juillet 1918)
Vers la fin de la Première Guerre mondiale, l'Empire russe est déchiré par une guerre civile qui oppose principalement les forces des bolchéviks qui viennent de prendre le pouvoir et différents courants d'opposition partisans selon le cas d'un retour à la monarchie ou de la mise en place d'une démocratie. Le 6 juillet 1918, les opposants chassent les bolchéviks de Iaroslavl. Mais la ville est rapidement encerclée par l'Armée rouge, qui dispose de la supériorité des armes et du nombre. Les rebelles résistent jusqu'au 21 juillet malgré des bombardements d'artillerie qui détruisent une grande partie de Iaroslavl y compris de nombreux monuments. La répression est sanglante et pratiquement tous les opposants sont passés par les armes par les bolchéviks. En tout environ 600 habitants de la ville périssent selon les chiffres officiels.

### Entre-deux-guerres
Le programme d'industrialisation accélérée mis en place par le nouveau régime soviétique dans les années 1920 se traduit à Iaroslavl par la fondation de plusieurs entreprises : fabrication de pneumatiques, construction automobile.

### Seconde Guerre mondiale
Durant la Seconde Guerre mondiale, Iaroslavl échappe à l'occupation allemande car la Wehrmacht est bloquée dans son avancée par les lignes de défense mises en place autour de Moscou. La ville, qui est un nœud important du système de transports soviétique et qui dispose du seul pont ferroviaire permettant de traverser la Volga (construit en 1913) devient l'objectif de raids aériens intenses en 1942 et 1943. Pratiquement tous les établissements industriels de la ville sont convertis pour permettre la production d'armes et d'équipements militaires. Environ 200 000 personnes de la région périssent durant le conflit.

### Après la Seconde Guerre mondiale
L'industrialisation se poursuit avec vigueur après la fin de la Seconde Guerre mondiale. En 1961, une raffinerie de pétrole est inaugurée. De nombreux quartiers résidentiels sont construits dans les années 1960. Ceux-ci s'étendent pour la première fois sur la rive gauche de la Volga. En 1965, un nouveau pont sur la Volga affecté à la circulation automobile est construit. La population, qui n'a cessé de croître depuis la fin du conflit, atteint un demi-million de personnes en 1968. Une université est ouverte dans la ville en 1970 l'Université d'État de Iaroslavl (en). 
En juillet 2005, le centre-ville est inscrit sur la liste du patrimoine mondial de l’Unesco. Selon le comité ayant examiné la candidature, les églises du XVIIe siècle, le plan néoclassique en étoile et l'architecture civile constituent un exemple unique de l'échange d'influences culturelles entre l'Europe de l'Ouest et l'Empire russe. 
Par ailleurs Iaroslavl est un exemple exceptionnel de la réforme urbaine ordonnée par l'impératrice Catherine la Grande et mise en œuvre entre 1763 et 1830. En 2010, pour les 1000 ans de la ville, un nouveau pont, baptisé pont du Jubilée, est inauguré sur la Volga.

## Politique et administration

### Résultats électoraux
| Scrutin             | 1er tour | 1er tour | 1er tour | 1er tour | 1er tour | 1er tour | 1er tour | 1er tour | 1er tour | 1er tour | 1er tour | 1er tour | 2d tour                  | 2d tour                  | 2d tour                  | 2d tour                  | 2d tour                  | 2d tour                  | 2d tour                  | 2d tour                  |
| Scrutin             | 1er      | 1er      | %        | 2e       | 2e       | %        | 3e       | 3e       | %        | 4e       | 4e       | %        | 1er                      | %                        | 2e                       | %                        | 3e                       | %                        | 4e                       | %                        |
| ------------------- | -------- | -------- | -------- | -------- | -------- | -------- | -------- | -------- | -------- | -------- | -------- | -------- | ------------------------ | ------------------------ | ------------------------ | ------------------------ | ------------------------ | ------------------------ | ------------------------ | ------------------------ |
| Présidentielle 2012 |          | ER       | 53.15    |          | KPRF     | 20.27    |          | SE       | 13.33    |          | LDPR     | 7.25     | Victoire au premier tour | Victoire au premier tour | Victoire au premier tour | Victoire au premier tour | Victoire au premier tour | Victoire au premier tour | Victoire au premier tour | Victoire au premier tour |
| Présidentielle 2018 |          | ER       | 71.74    |          | KPRF     | 12.74    |          | LDPR     | 6.94     |          | GRANI    | 3.18     | Victoire au premier tour | Victoire au premier tour | Victoire au premier tour | Victoire au premier tour | Victoire au premier tour | Victoire au premier tour | Victoire au premier tour | Victoire au premier tour |
| Législatives 2021   |          | ER       | 26,73    |          | KPRF     | 25,32    |          | SRZP     | 20,69    |          | NL       | 8,27     | Tour unique              | Tour unique              | Tour unique              | Tour unique              | Tour unique              | Tour unique              | Tour unique              | Tour unique              |

### Administration de la ville
La ville est gérée par une équipe municipale composée d'un maire élu pour 5 ans et de 38 conseillers municipaux élus tous les 4 ans. En avril 2012 Evguenni Ouralchov, un des rares maires de grande ville qui ne fait pas partie de la coalition au pouvoir de Vladimir Poutine, est élu. Mais il est arrêté en avril 2013 pour corruption et condamné à une lourde peine de prison (12 ans). Il est remplacé dans un premier temps par son adjoint Vladimir Sleptsov puis en 2018 par Vladimir Volkov qui est membre du parti Russie Unie au pouvoir.
| Période                                  | Période  | Identité                       | Étiquette   | Qualité |
| ---------------------------------------- | -------- | ------------------------------ | ----------- | ------- |
|                                          | 2012     | Viktor Volontchounas           |             |         |
| 2012                                     | 2017     | Evguenni Ouralchov,            | Indépendant |         |
| 2017                                     | 2018     | Vladimir Vitalievitch Sleptsov | Russie Unie |         |
| 2018                                     | en cours | Vladimir Mikhailovich Volkov   | Russie Unie |         |
| Les données manquantes sont à compléter. |          |                                |             |         |

### Divisions administratives

Les six raïons de Iaroslavl avec les fleuves Volga (nord-sud) et Kotorosl.

Iaroslavl est la capitale administrative de l'oblast de Iaroslavl. Cette région de 36 177 km² compte 1 271 912 habitants. La ville est également le chef-lieu du raïon de Iaroslavl qui entoure la ville et a une superficie de 1937 km² pour une population de 70 406 habitants (estimation 2023).
Iaroslavl est subdivisée en six arrondissements:
- Kirovsk (128 129 habitants en 2023[28]) recouvre la vieille ville. Il est délimité au sud par la rivière Kotorosl et à l'est par la Volga. C'est le centre économique et politique de Iaroslavl. La majorité des monuments et des attractions de la ville se trouvent là notamment le théatre Volkov, l'Église du Prophète Élie, le Monastère de la Transfiguration du Sauveur, le port sur la Volga et le stade de football.
- Lénine (57 278 habitants en 2023[28]) est un petit quartier industriel situé au nord du centre ville où se situent une usine de pneumatiques, l'usine de construction de moteurs et de nombreux autres industries.
- Frounzé (123 512 habitants en 2023[28]) et Krasnoperekopski (62 501 habitants en 2023[28]) qui sont séparés par l'avenue de Moscou se trouvent sur l'autre rive de la rivière Kotorosl. Frounzé est un quartier relativement récent construit après la seconde guerre mondiale constitués d'immeubles soviétiques typiques. Krasnoperekopski est un des quartiers les plus anciens de la ville. Avant la révolution russe de 1917, c'était le quartier industriel et aujourd'hui c'est toujours là que se trouvent une grande partie des entreprises industrielles dont la raffinerie. Au sein de ce district le quartier de Perekop constitue une des parties les plus déshéritées de la ville mais on y trouve également de très beaux parcs ainsi que des édifices religieux remarquables comme l'église Saint-Jean-Baptiste et la cathédrale Saints-Pierre-et-Paul.
- Dzerjinsk (160 839 habitants en 2023[28]) est le quartier le plus au nord construit autour du village de Dragino qui a été absorbé par la croissance de la ville. C'est le quartier qui comptent le plus d'habitants. Il regroupe des immeubles d'habitation de moyen ou faible standing.
- Trans-Volga (113 667 habitants en 2023[28]) est le seul district situé sur la rive gauche de la Volga. C'était un district calme et essentiellement rural mais il est devenu un des quartiers de la ville les plus dynamiques avec de nouveaux immeubles haut de gamme et de grandes centres commerciaux entourés de forêts de bouleaux et de résineux.

### Autorités
La ville possède une mairie, avec de nombreux départements et services publics. Les arrondissements ont leur gestion qui sont assurées par des administrations territoriales propres, avec des chefs de l'administration respectif. Il existe en tout 56 conseils d'administration publique territoriale à Iaroslavl.

### Jumelages
| Ville | Ville        | Pays | Pays        | Période               |
| ----- | ------------ | ---- | ----------- | --------------------- |
|       | Bourgas      |      | Bulgarie    | depuis 2018           |
|       | Burlington   |      | États-Unis  |                       |
|       | Cassel       |      | Allemagne   |                       |
|       | Coimbra      |      | Portugal    |                       |
|       | Exeter       |      | Royaume-Uni |                       |
|       | Hanau        |      | Allemagne   |                       |
|       | Jyväskylä    |      | Finlande    | depuis 1966           |
|       | Kaliningrad  |      | Russie      | depuis 1995           |
|       | Palerme      |      | Italie      | depuis juin 1998      |
|       | Poitiers     |      | France      |                       |
|       | Severodvinsk |      | Russie      | depuis le 24 mai 2002 |

### Équipements et services publics
D'après la municipalité, au 28 octobre 2021, la longueur totale des réseaux et conduites d'approvisionnement en eau de la ville était de 981 km. 41 % des réseaux d'approvisionnement étaient utilisés à 100 % de leur capacité. La gestion du réseau appartient à l'entreprise municipale Yaroslavlvodokanal.
Au 1er septembre 2009, la longueur des réseaux d'assainissement était elle de 880,6 km.

## Population et société

### Démographie
Par sa population la ville occupe la 25e place parmi les villes de Russie, ainsi que la troisième ville du district fédéral central. Après une croissance rapide entre la fin du XIXe siècle (27 000 habitants en 1863 et (619 000 habitants en 1982), la population a atteint un pic en 1993 (635 000 habitants) avant de diminuer lentement. Le nombre de naissances ne compense pas le nombre de décès et le déficit est en partie comblé par une émigration interne. La ville concentre près de 48 % de la population de l'oblast de Iaroslavl.
| 1702   | 1811   | 1840   | 1856   | 1897*  | 1913   | 1923   | 1926*   |
| ------ | ------ | ------ | ------ | ------ | ------ | ------ | ------- |
| 16 000 | 23 800 | 34 900 | 26 900 | 71 616 | 83 600 | 91 000 | 112 103 |

| 1931    | 1939*   | 1959*   | 1970*   | 1979*   | 1989*   | 2002*   | 2010*   |
| ------- | ------- | ------- | ------- | ------- | ------- | ------- | ------- |
| 155 500 | 308 834 | 407 071 | 517 314 | 596 951 | 632 991 | 613 088 | 591 486 |

| 2012    | 2013    | 2014    | 2015    | 2016    | 2017    | 2018    | 2019    |
| ------- | ------- | ------- | ------- | ------- | ------- | ------- | ------- |
| 595 155 | 599 169 | 602 400 | 603 961 | 606 703 | 608 079 | 608 722 | 609 828 |

| 2020    | - | - | - | - | - | - | - |
| ------- | - | - | - | - | - | - | - |
| 608 353 | - | - | - | - | - | - | - |

### Enseignement
- Université Pédagogique d’État Ouchinsky
- Université d’État de Demidov
- Académie agricole d'État

### Sports
- L’équipe de hockey sur glace la Locomotive (en russe : Локомотив) participe au championnat de Hockey russe. Elle est devenue championne de Russie en 1996-1997, 2001-2002 et 2002-2003.
  - Tous les joueurs et entraineurs de hockey sur glace du Lokomotiv périrent le 7 septembre 2011 dans l’accident de l'avion transportant l’équipe survenu lors du décollage de Iaroslavl. Le joueur survivant, Aleksandr Galimov, brûlé à 90 %, est mort le 12 septembre 2011 des suites de ses blessures.
- L’équipe de football FK Chinnik Iaroslavl (en russe : Шинник) participe à la première division de football de Russie.
- L’équipe de volley-ball "Iaroslavitch" (en russe : Ярославич) participe à la Superleague, le championnat de volley-ball russe.

## Économie

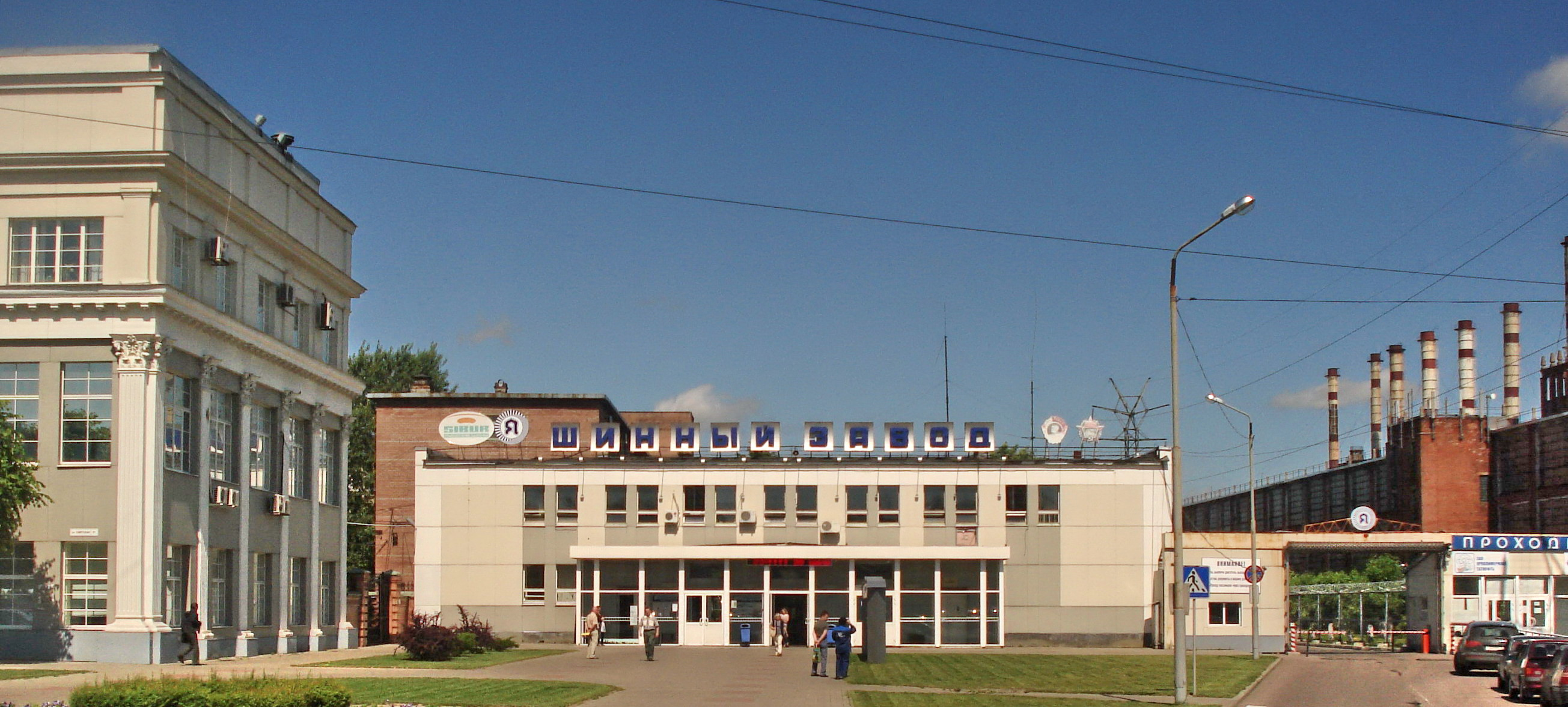
Usine de fabrication de pneumatiques de Iaroslavl.

Iaroslavl est un centre industriel important. Les principales activités sont les suivantes :
- la production de moteurs et de leurs accessoires.

La principale entreprise de la ville est Avtodiesel IaMZ qui produit des gros moteurs diesel, des groupes électrogènes, des embrayages et des boites de vitesses. L'entreprise employait au début des années 2000 environ 40 000 personnes ;
- le raffinage et la transformation des produits pétroliers ;

La raffinerie d'Iaroslavl (groupe Slavnet) permet de traiter 15 millions de tonnes de pétrole brut et alimente un complexe pétrochimique ;
- des entreprises pharmaceutiques : R-Pharma et Takeda ;
- usine de fabrication de pneus ;
- un chantier naval sur la Volga ;
- une entreprise filiale du groupe japonais Komatsu.

En 2022, les investissements en capital fixe pour les grandes et moyennes organisations se sont élevées à 58,4 milliards de roubles, soit 53,3 % de tous les investissements de ce type dans l'oblast. En 2018, le montant était de 31,4 milliards de roubles.

### Revenus de la population et fiscalité
Le revenu monétaire moyen mensuel par habitant s'élève en 2017 à 37 571 roubles, avec une hausse de 8,2 % par 2016, qui était cette année là de 34 724 roubles.

### Emploi
| Répartition                                                      | 2017    | %   |
| ---------------------------------------------------------------- | ------- | --- |
| Industries manufacturières                                       | 44691   | 21  |
| Commerce de gros et de détail                                    | 27890   | 13  |
| Éducation                                                        | 24502   | 11  |
| Activités dans le domaine de la santé et des services sociaux    | 19870   | 8   |
| Administration publique et sécurité militaire ; sécurité sociale | 16974   | 8   |
| Transport et stockage                                            | 16923   | 8   |
| Construction                                                     | 11639   | 5   |
| Activités dans le domaine de l'information et des communications | 7970    | 4   |
| Autres                                                           | 214046  | 22  |
| Total                                                            | 384 505 | 100 |

### Entreprises et commerce
Au 1er janvier 2018, Iaroslavl compte 29 516 établissements, dont 37 % dans le commerce de gros et de détail, 14 % dans le secteur de la construction, 8 % dans les activités immobilières, aussi 8 % dans les activités professionnelles, scientifiques et techniques, ainsi que 30 % dans d'autres secteurs économiques.
| Répartition                                                    | 2018  | %   |
| -------------------------------------------------------------- | ----- | --- |
| Commerce de gros et de détail                                  | 10803 | 37  |
| Construction                                                   | 4166  | 14  |
| Activités immobilières                                         | 2448  | 8   |
| Activités professionnelles, scientifiques et techniques        | 2307  | 8   |
| Industries manufacturières                                     | 2027  | 7   |
| Transport et stockage                                          | 1593  | 5   |
| Activités administratives et services complémentaires associés | 1120  | 4   |
| Autres                                                         | 5052  | 14  |
| Total                                                          | 29516 | 100 |

## Culture locale et patrimoine

### Lieux et monuments
Iaroslavl compte en décembre 2022 785 monuments historiques et culturels, répartis entre 722 monuments architecturaux, 43 monuments historiques, 13 monuments d'art et 7 monuments archéologiques dans la ville,,,,. Dans la zone classée à l'UNESCO, il y a 369 monuments historiques et culturels.
D'après les chiffres actualisées en 2023, il y a 822 monuments historiques et culturels, dont 409 monuments historiques et culturels dans la zone classée à l'UNESCO.
Iaroslavl a été le 22e site russe à être inscrit sur la liste du patrimoine mondial, et le second en ce qui concerne les centres historiques après Saint-Pétersbourg.

### Patrimoine religieux
La ville de Iaroslavl est la plus riche en ce qui concerne les monuments d'architecture russe de la seconde moitié du XVIIe siècle. Les églises de Iaroslavl ont des caractéristiques architecturales qui les distinguent de celles de Moscou, de la Haute-Volga ou de Vladimir et Souzdal qui forment l'école de Iaroslavl. Ces églises présentent les caractéristiques suivantes :
- Ces églises se voient adjoindre des spacieuses galeries qui ceinturent les églises. Ces papertes sont une adjonction typiquement russe. Elles servent d'abri dans une région au climat rude et permettent aux fidèles de déambuler quelque peu pendant les longs offices de la belle liturgie orthodoxe ou avant et après les offices.
- Le cube de l'église est généralement coiffé de cinq coupoles sur hauts tambours. Ces coupoles servent à l'éclairage des voûtes de l'intérieur, contrairement à la plupart de celles de Moscou qui sont aveugles et donc purement décoratives. Cet emploi n'est pas un choix personnel des architectes de Iaroslavl, mais résulte de règles apostoliques.
- Les clochers sont généralement isolés, leur base est dépourvue d'ornements alors que le sommet est richement décoré. La grosse difficulté pour les architectes est de relier les églises au clocher. Leurs formes respectives sont hétérogènes : leur origine est de l'architecture en pierre pour l'église et l'architecture en bois pour les clochers.
- La décoration intérieure des églises est plus somptueuse dans les églises de Iaroslavl que dans celles de Moscou. Les murs intérieurs sont tapissés de fresques remarquables par leur effet décoratif. Les encadrements des porches et fenêtres sont souvent en faïence émaillée à Iaroslav.

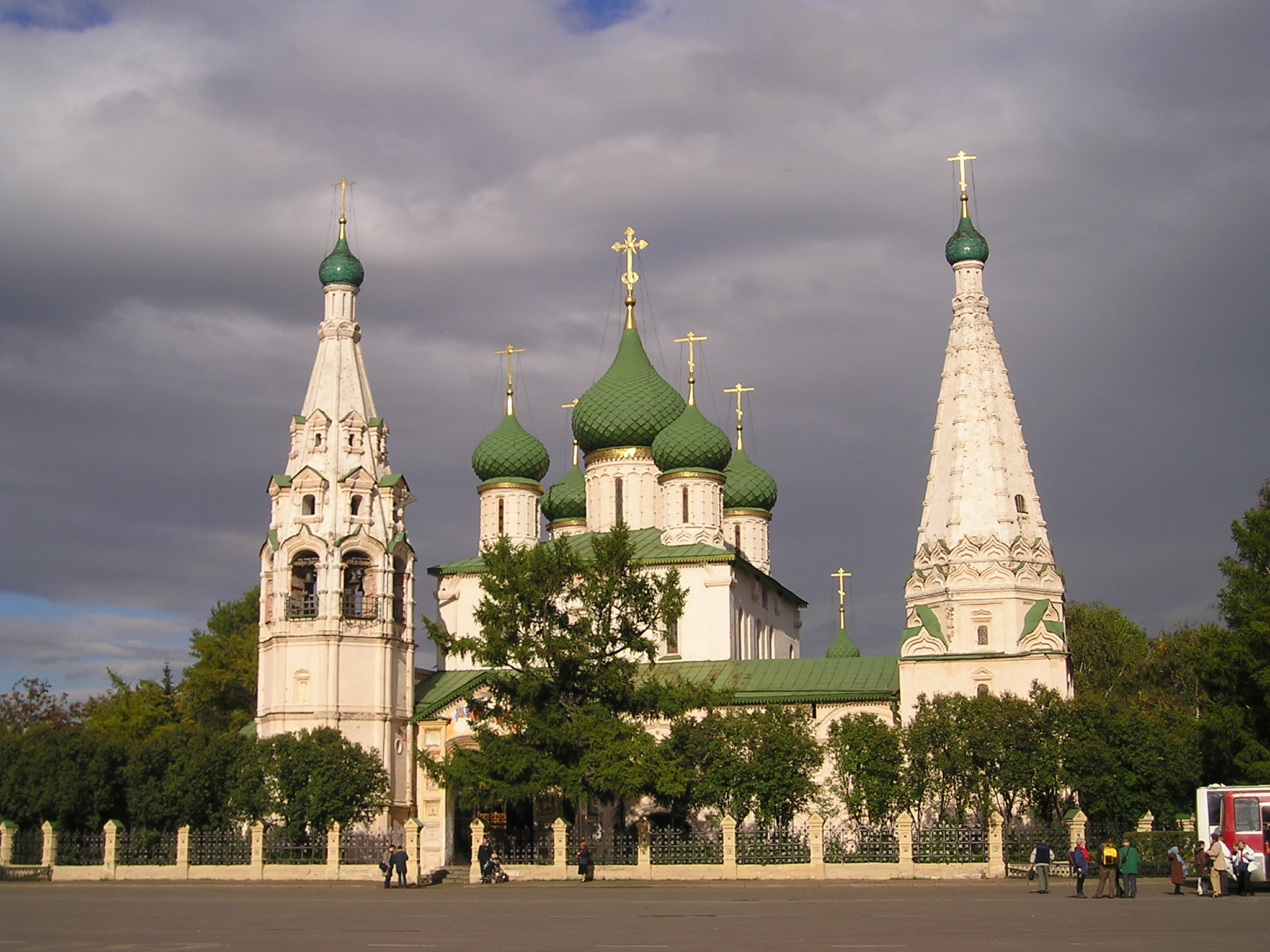
Église du Prophète-Élie (de 1647).
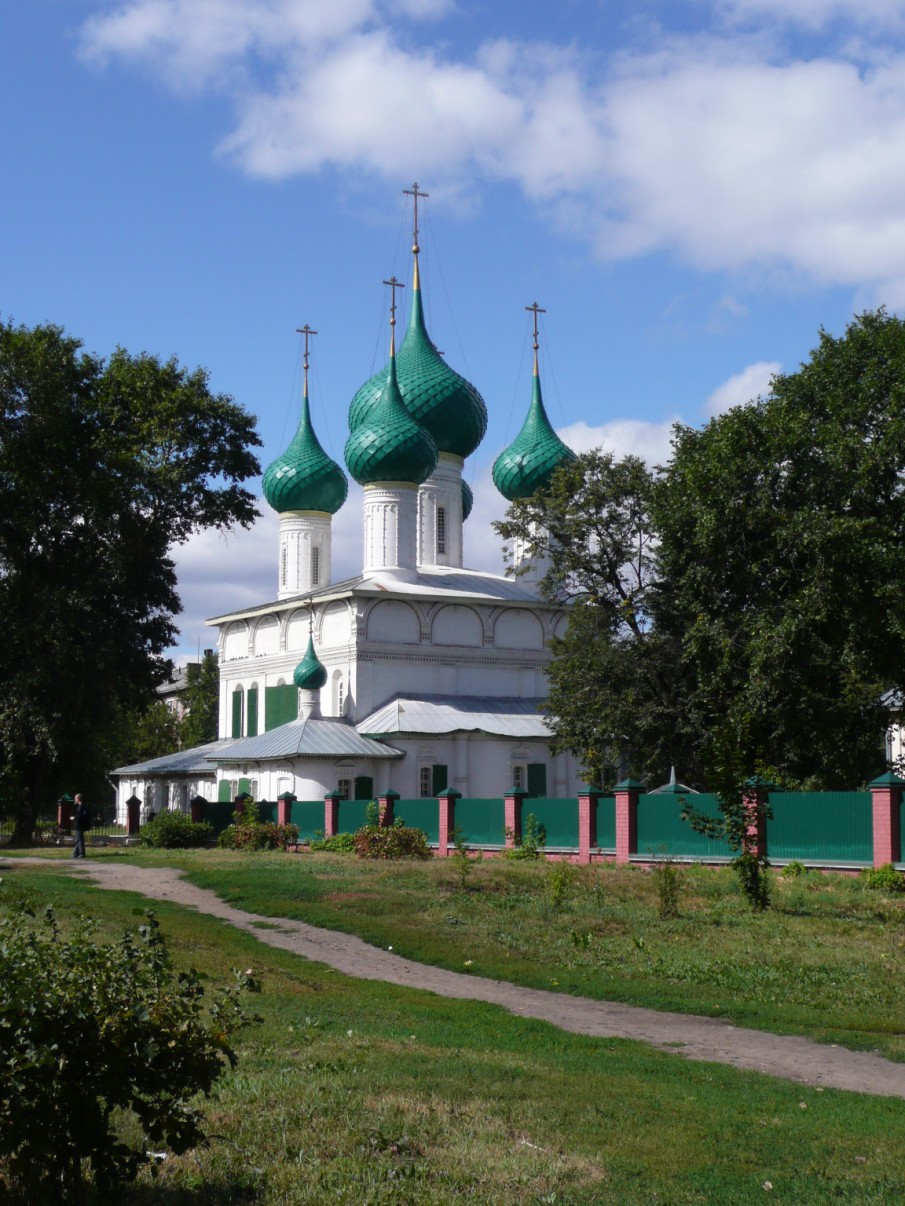
Église Saint-Théodore (de 1682).
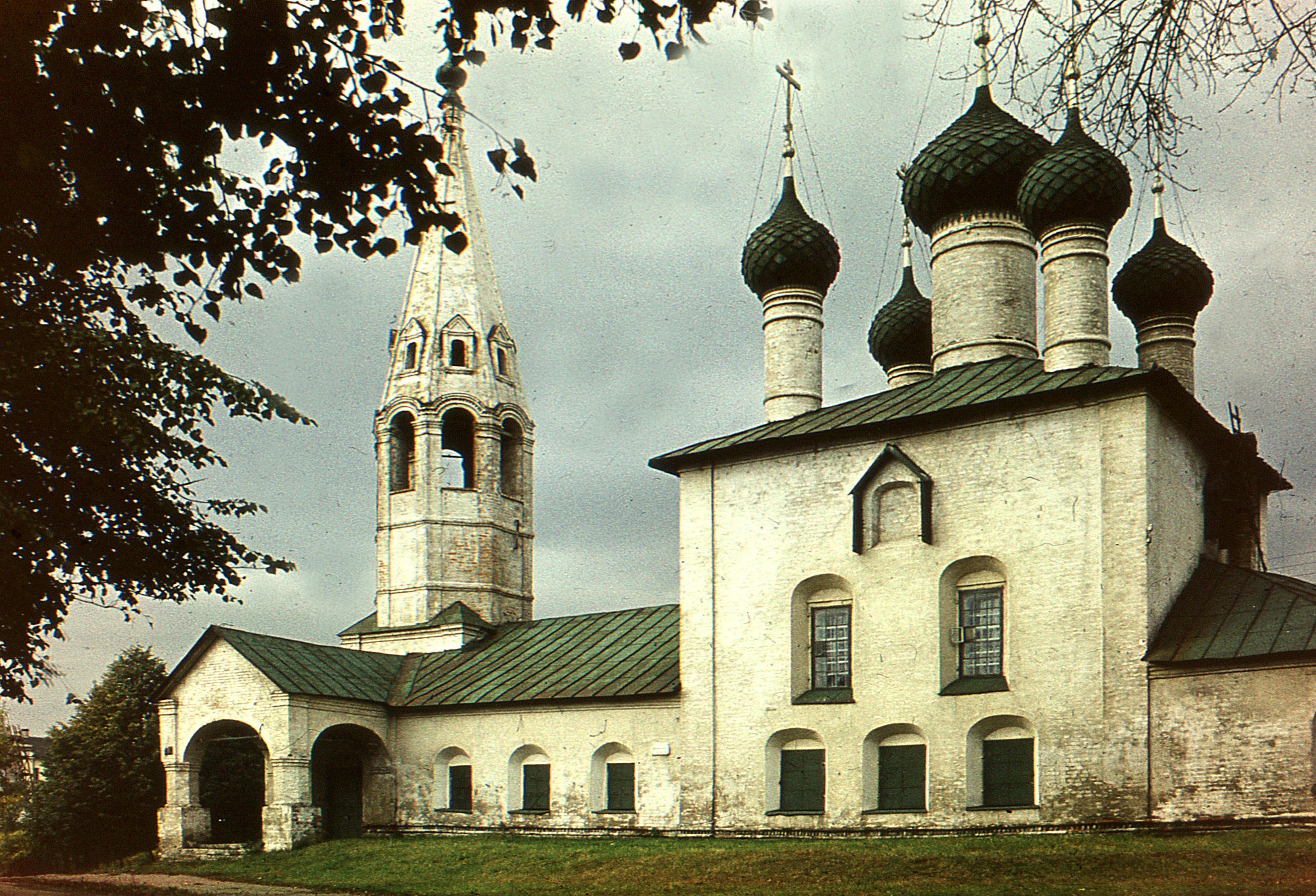
Église Saint-Nicolas de Roubleny (de 1695).
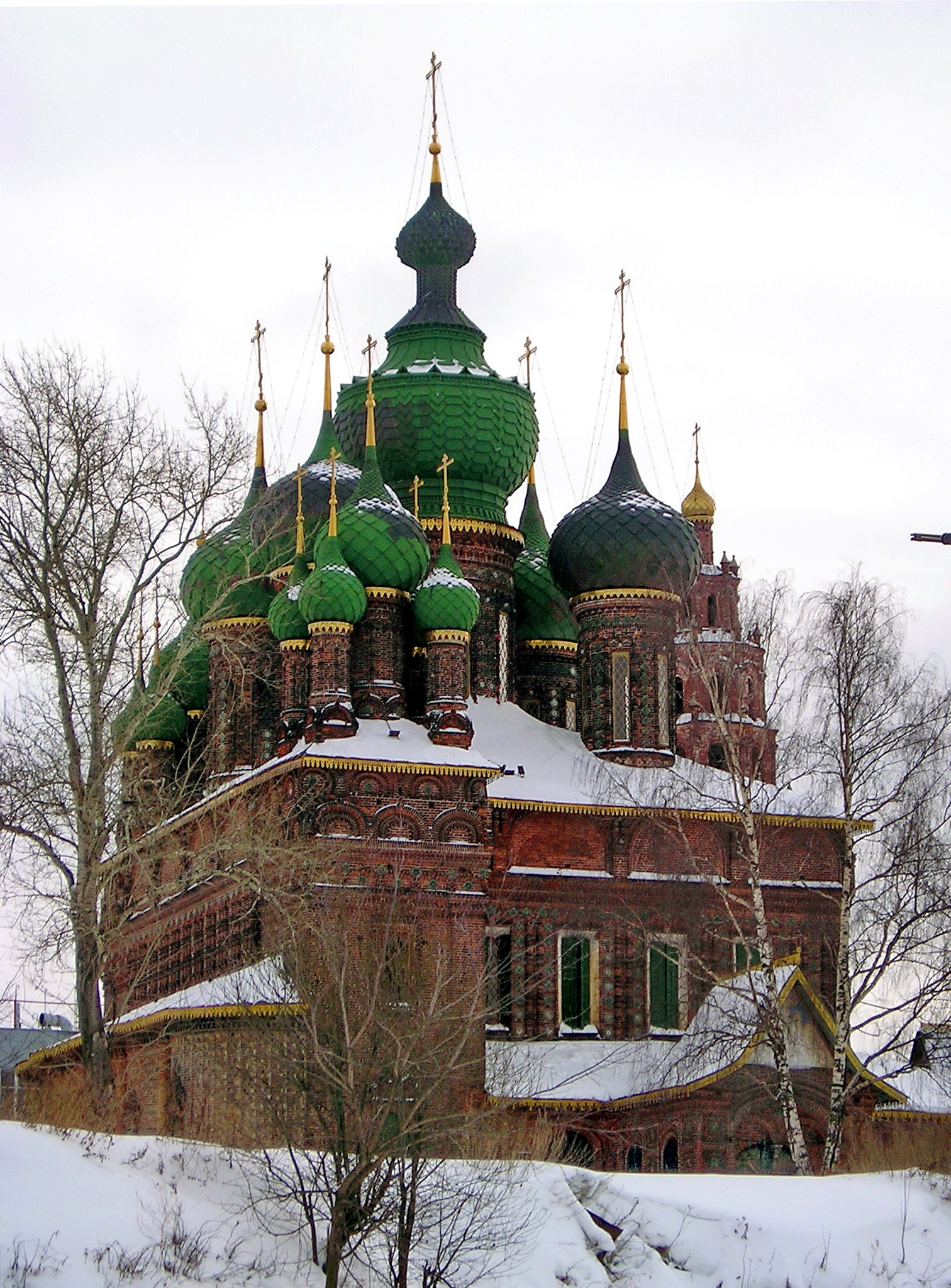
Église Saint-Jean-Baptiste (de 1671).
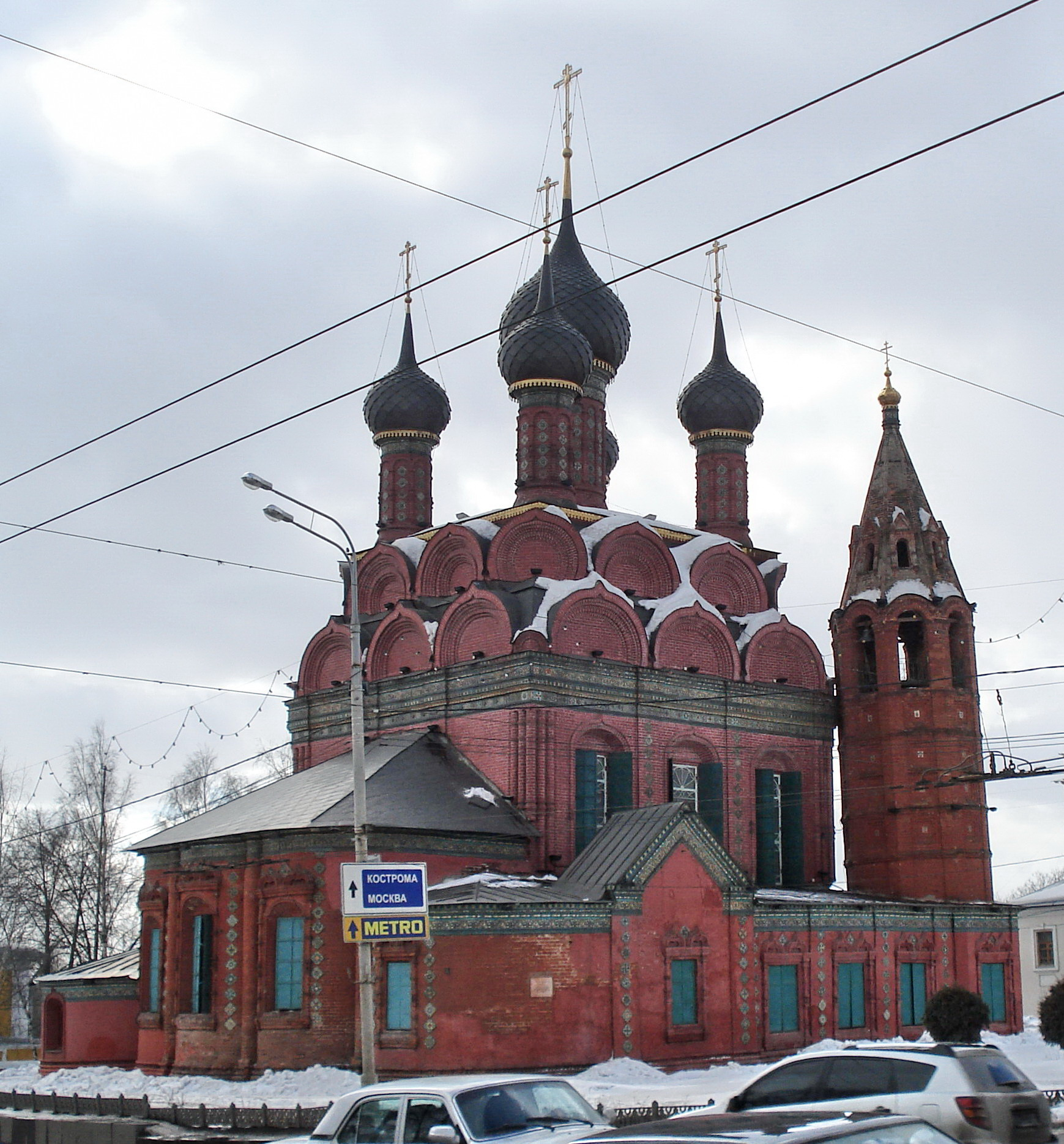
Église de l’Épiphanie (de 1684).
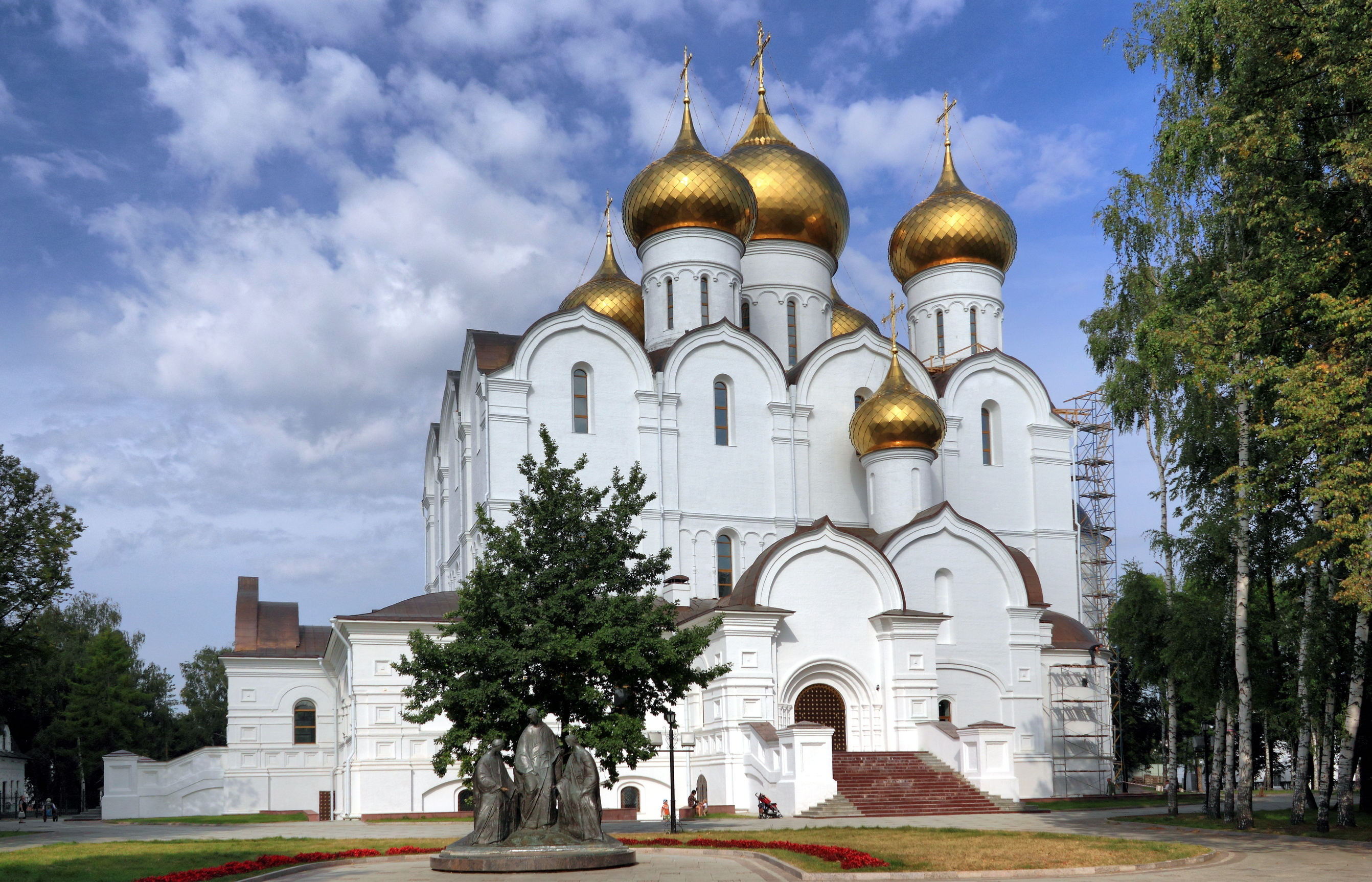
Cathédrale de la Dormition (1215, reconstruite en 2010).
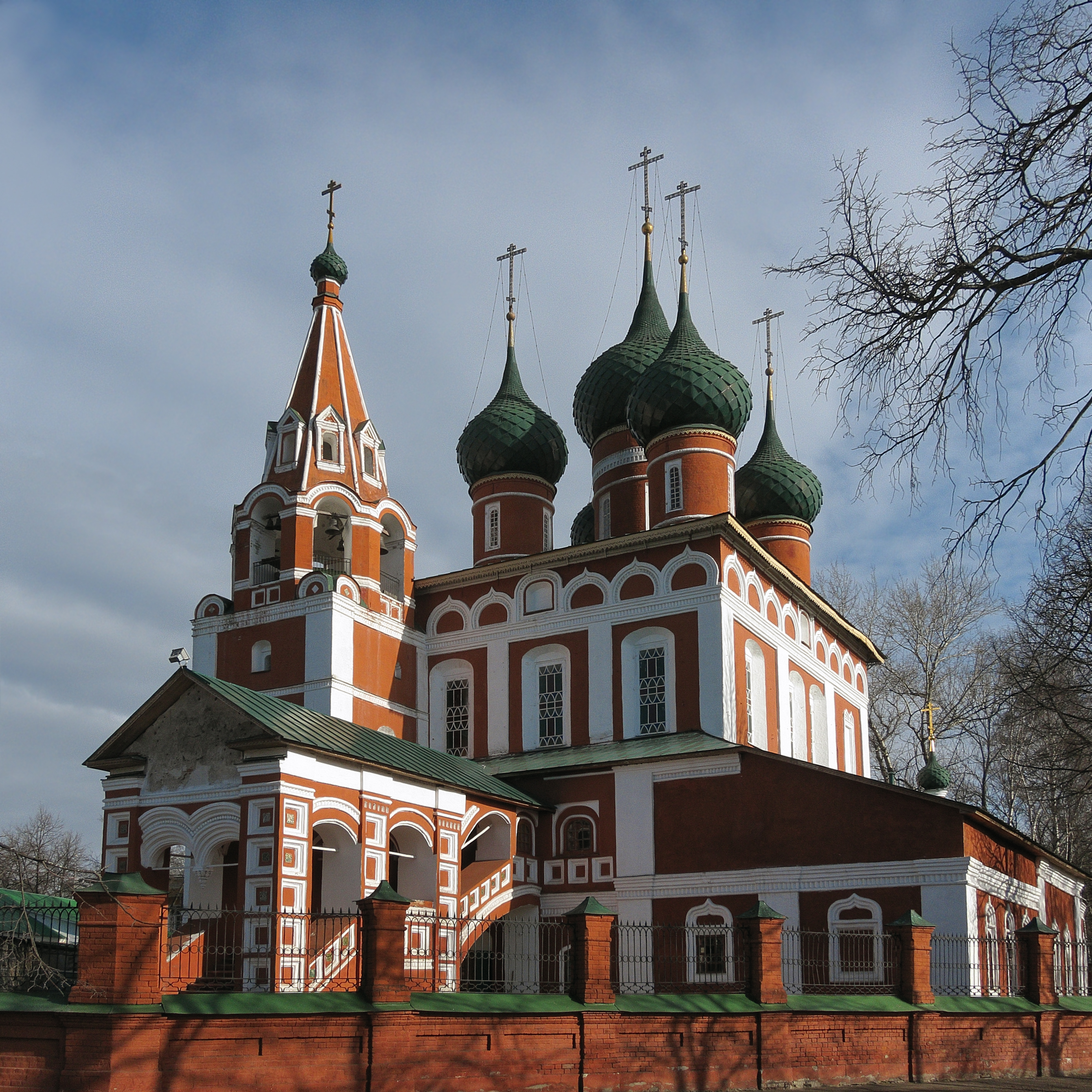
Église de l’Archange-Mikhaïl (de 1682).
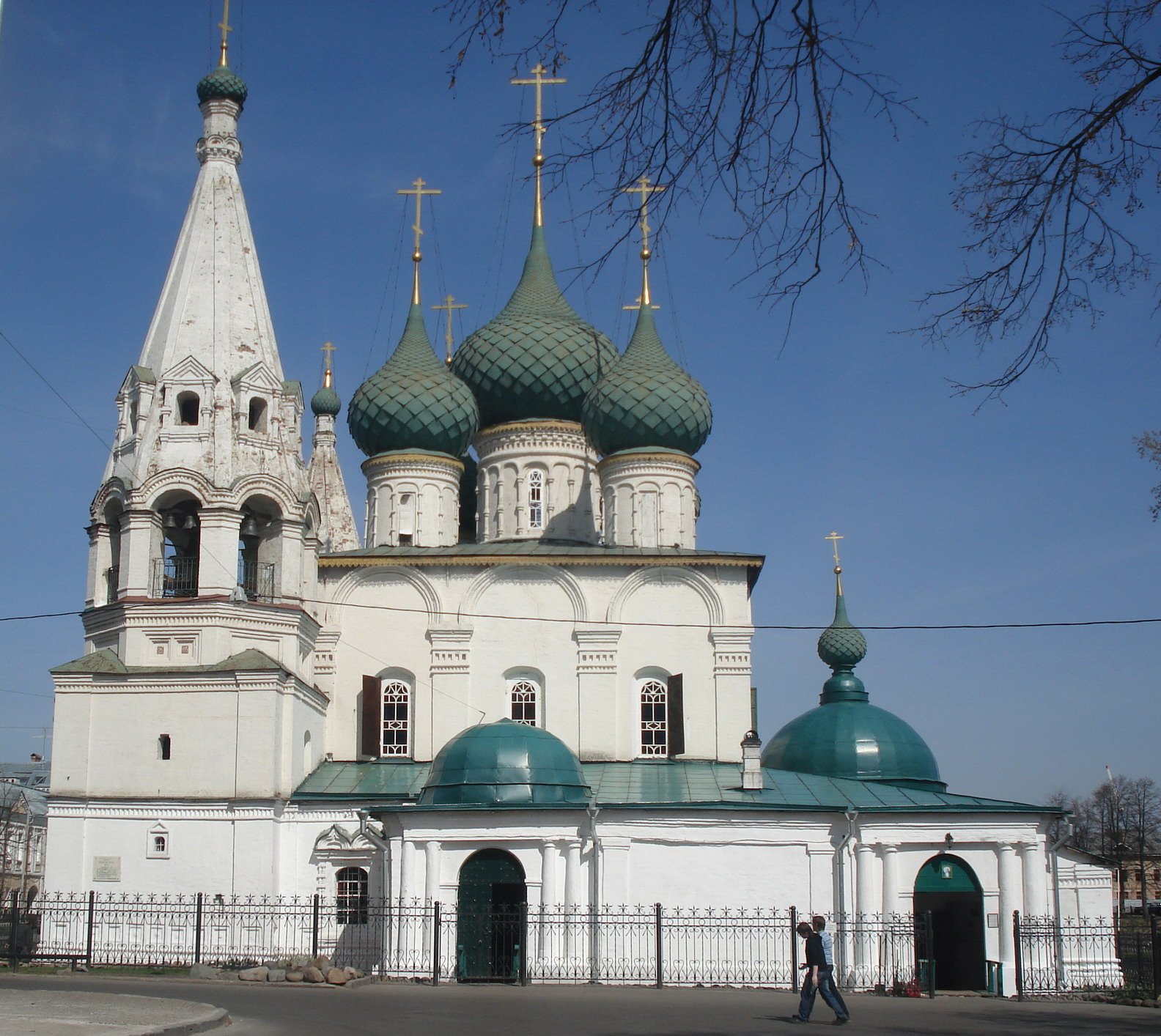
Église du Sauveur-dans-la-ville (de 1659).
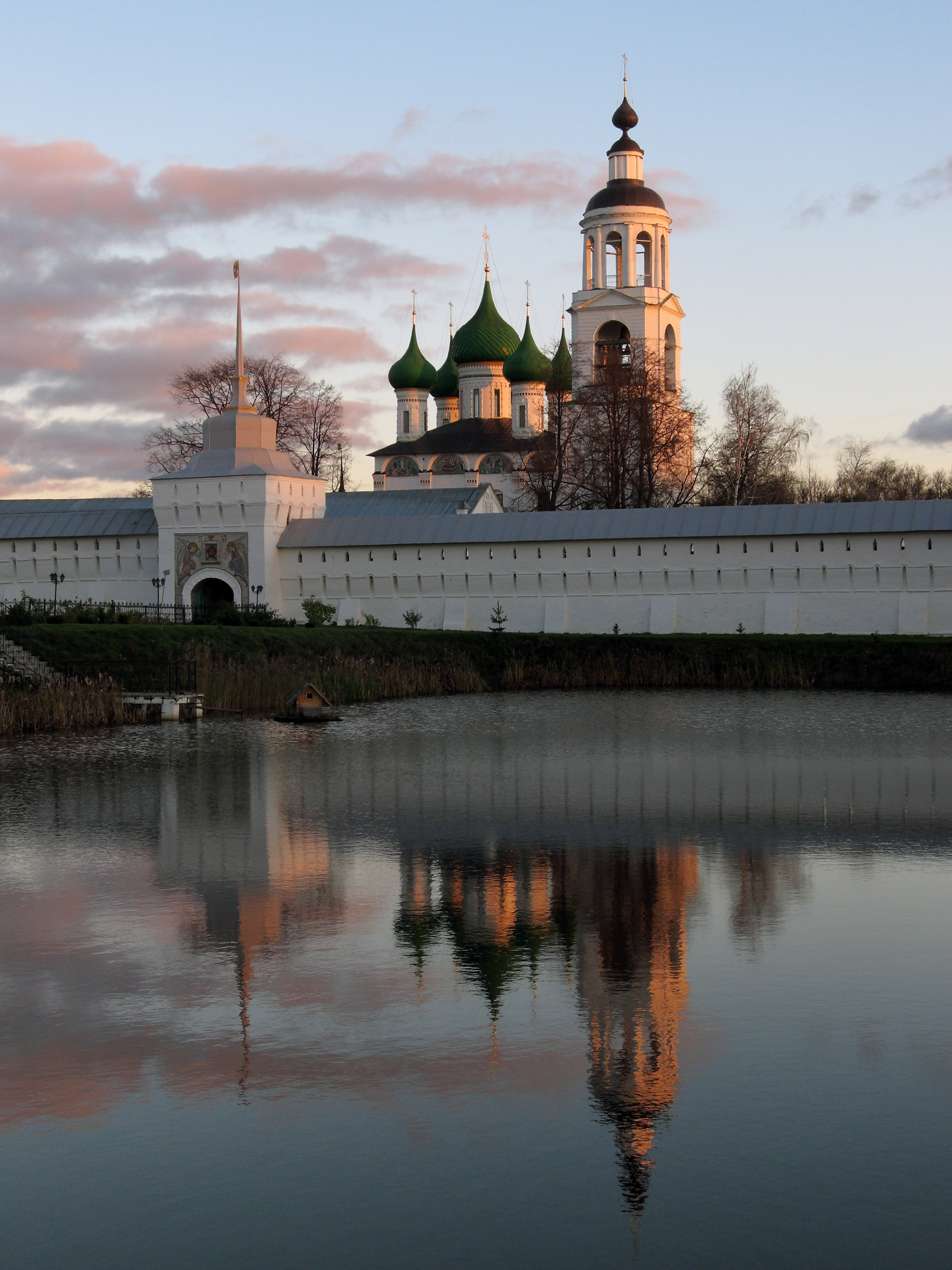
Monastère de Tolga (de 1314).
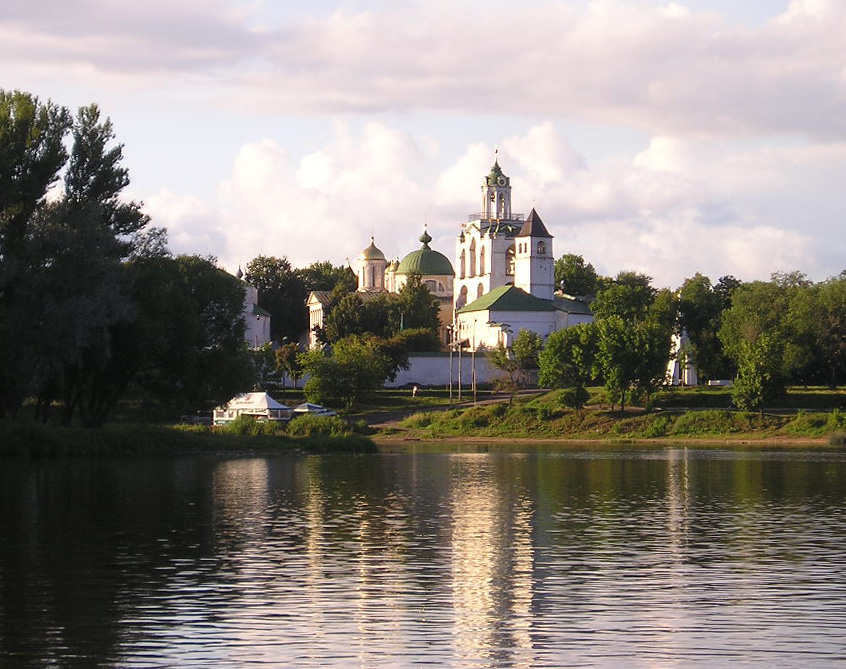
Monastère de la Transfiguration-du-Sauveur (du XIe siècle).
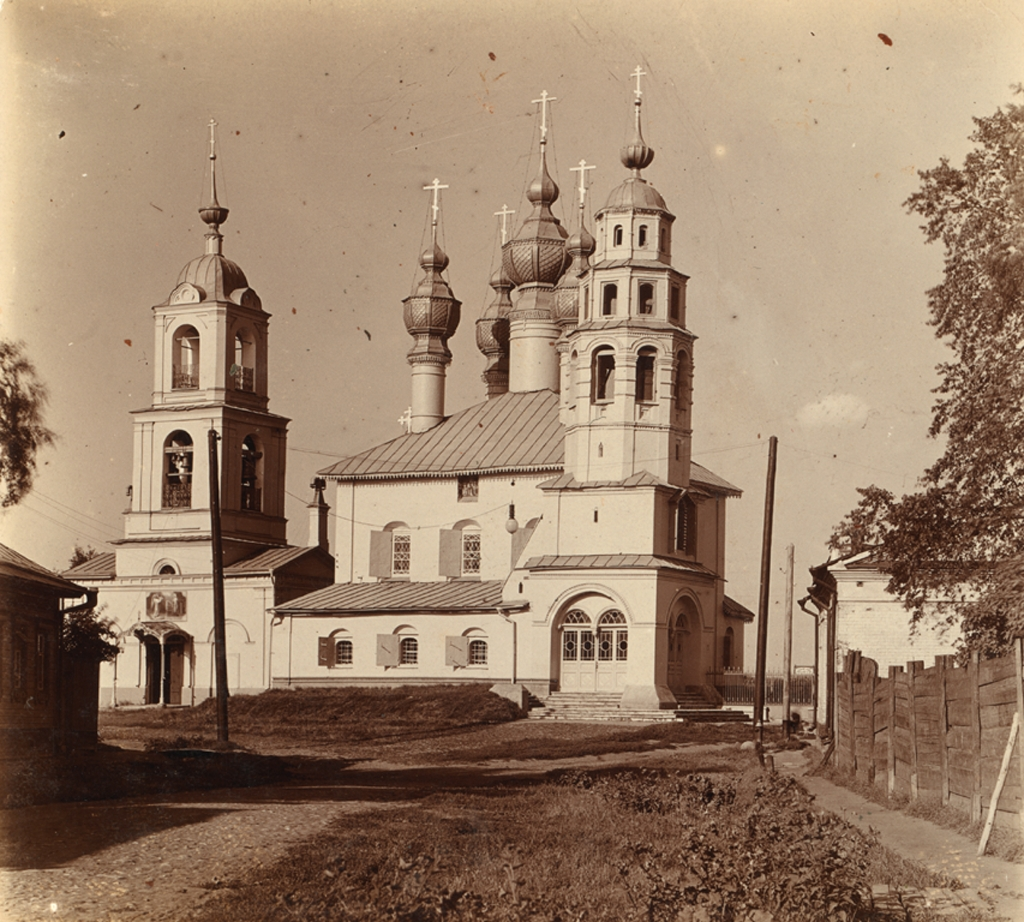
Église de l’Annonciation (de 1688).
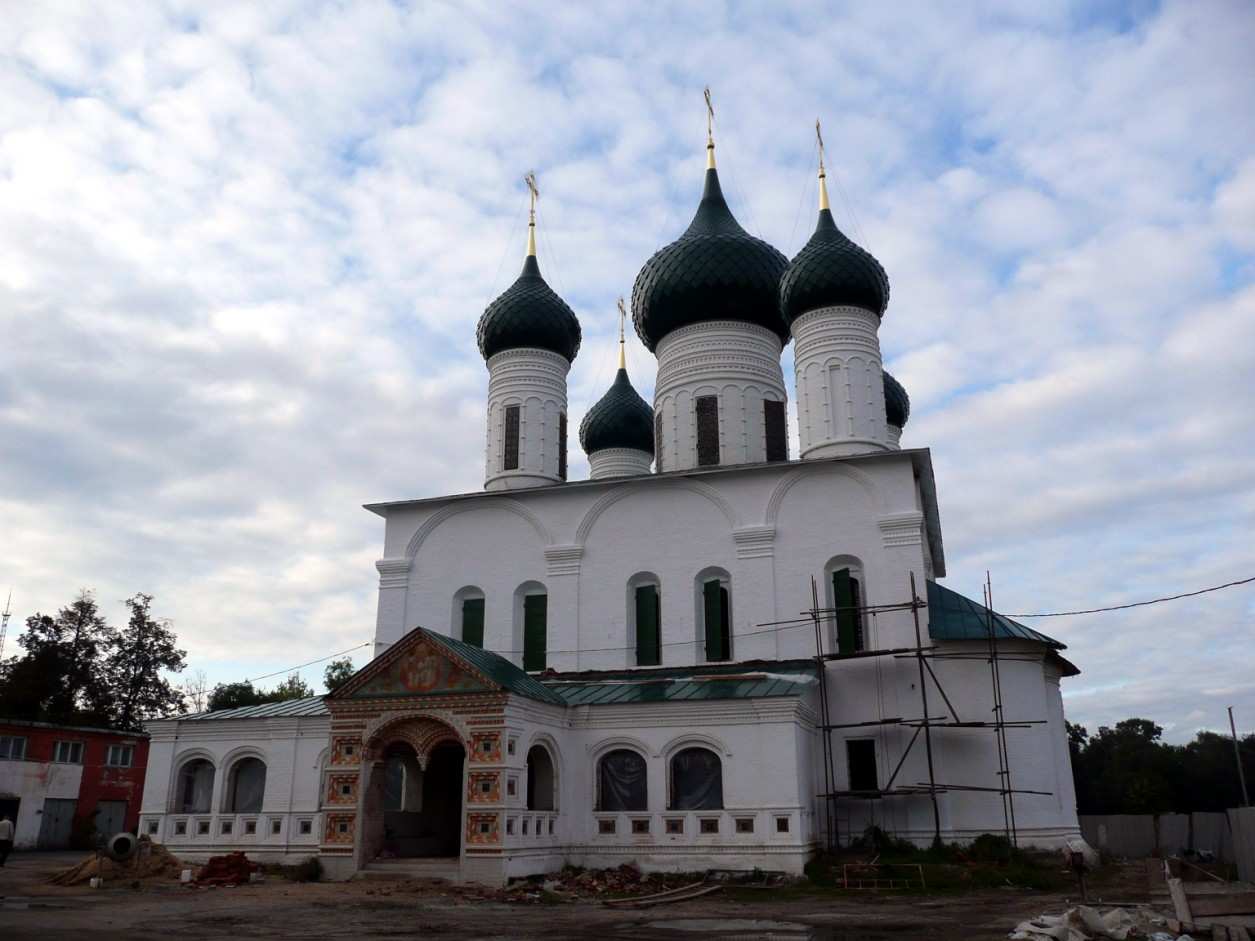
Église de l’Ascension (de 1682).
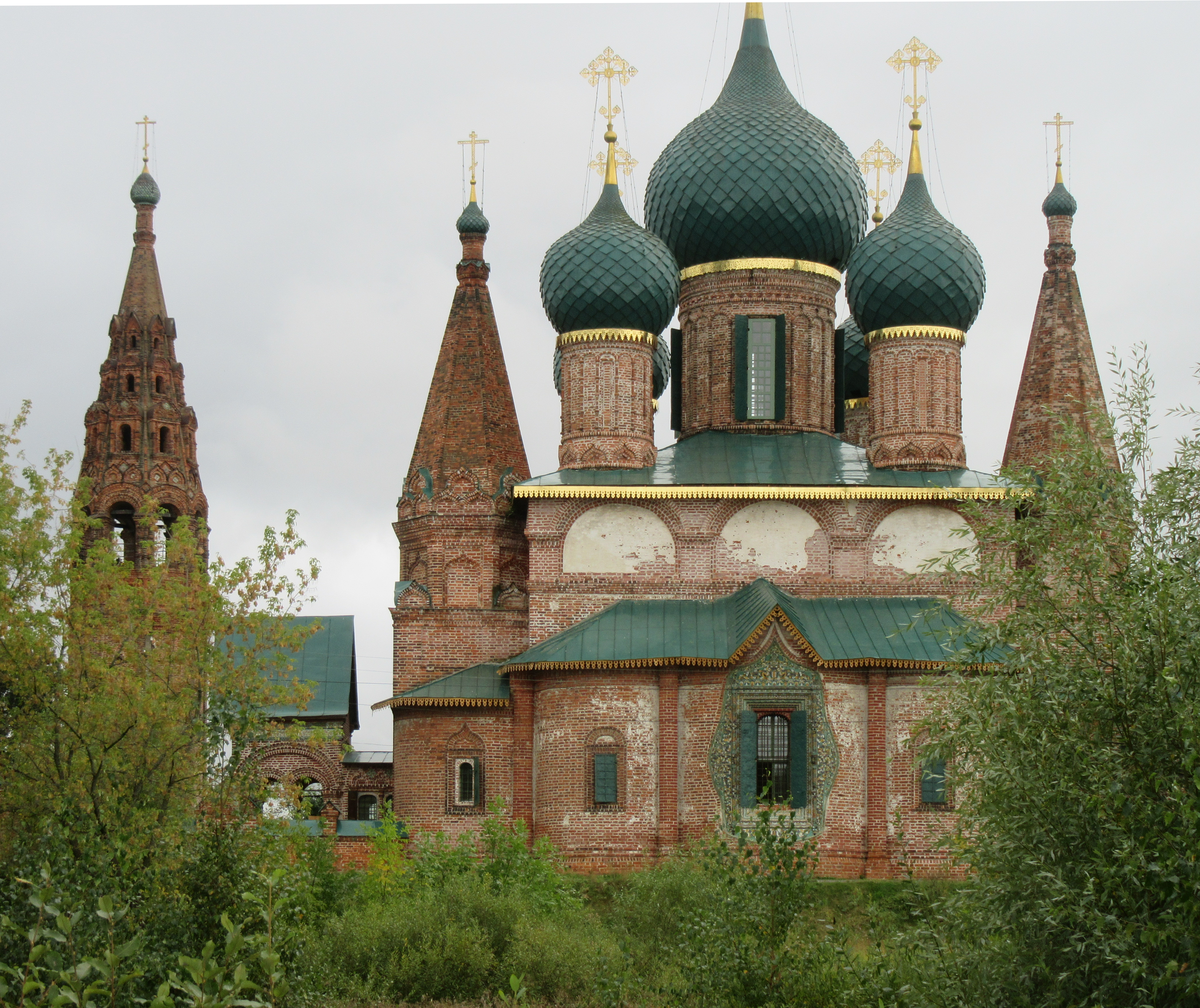
Église Saint-Jean-Chrysostome (de 1642)

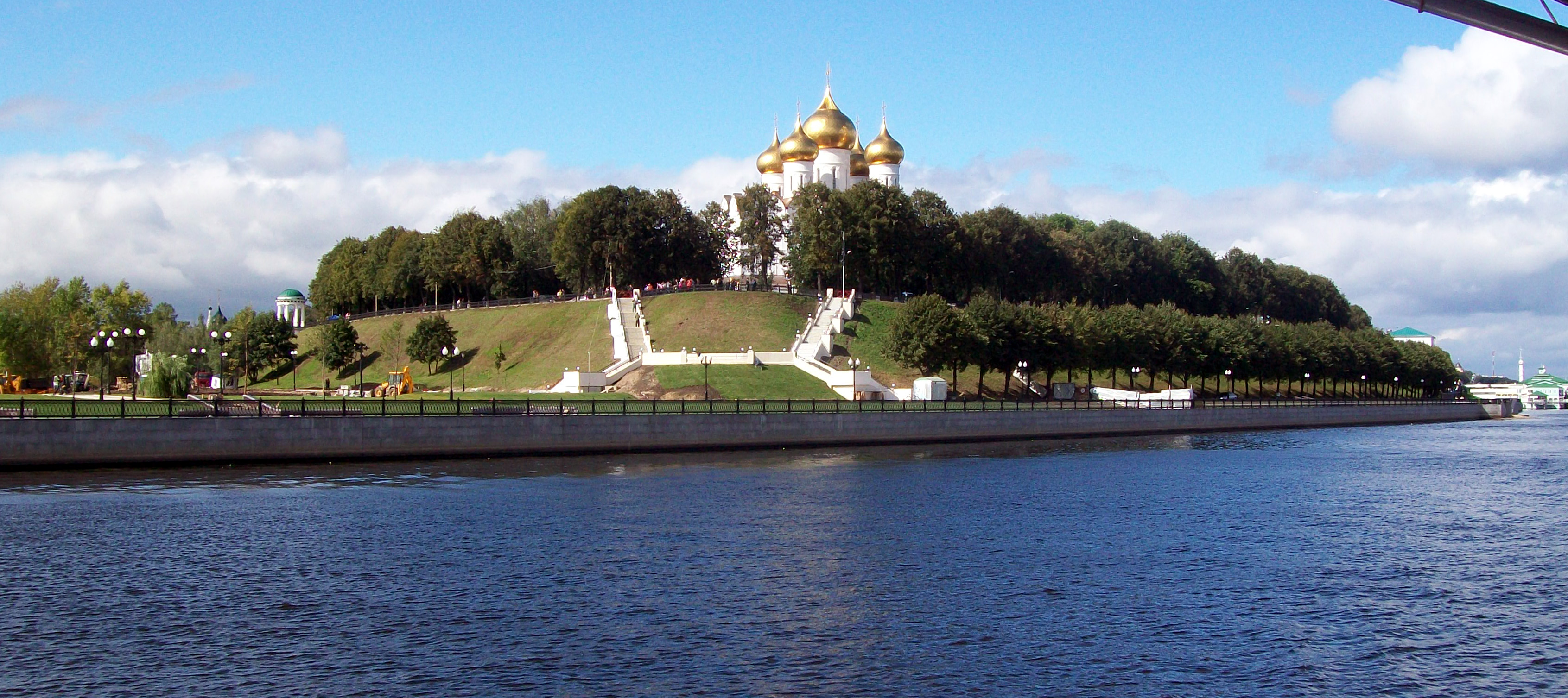
Le parc Strelka (flèche) au confluent de la Volga et de la rivière Kotorosl avec en arrière-plan la cathédrale de l'Assomption réplique de la cathédrale originelle détruite par le régime soviétique en 1937.

### Théâtres

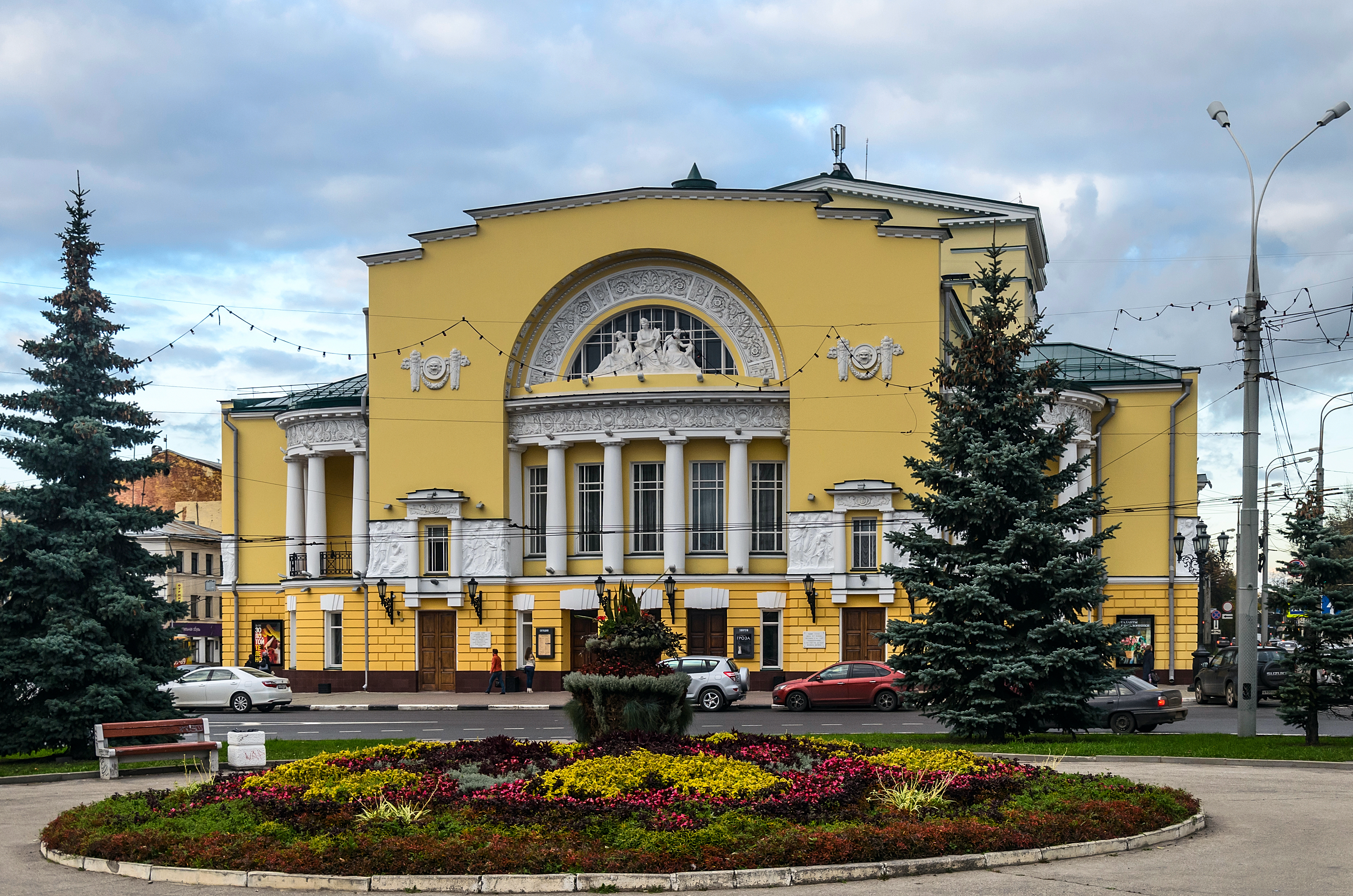
Le théâtre Volkov fondé en 1750 est un des plus anciens de Russie, bâtiment de Elisabeth Tchetchik.

Iaroslavl possède trois théâtres, dont le théâtre Volkov fondé en 1750 par Fiodor Grigorievitch Volkov (en) l’un des plus anciens de Russie (des théâtres existaient déjà à Moscou et à Saint-Pétersbourg, et les comédiens, autant que les pièces jouées, étaient étrangers),
La ville dispose également d'une salle de concert et d'un cirque.

### Musées
Iaroslavl possède plusieurs musées dont :
- Le Musée d'art de Iaroslavl, riche de plus de 65 000 pièces et situé dans l'ancien palais du gouverneur
- La maison du poète biélorusse Maxime Bogdanovitch.

### Bâtiments civils

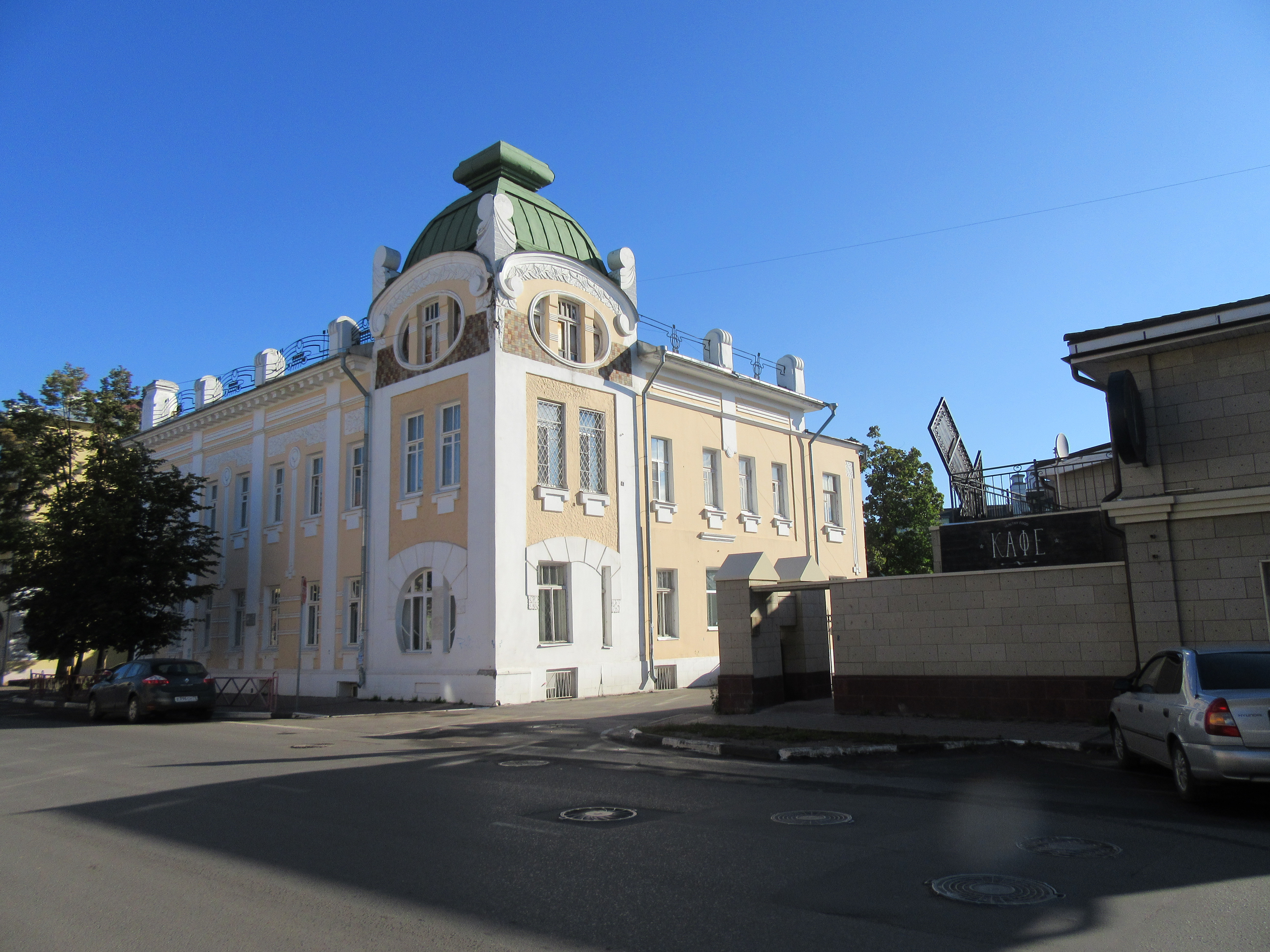
Immeuble rue Sabinova 54 à Iaroslavl
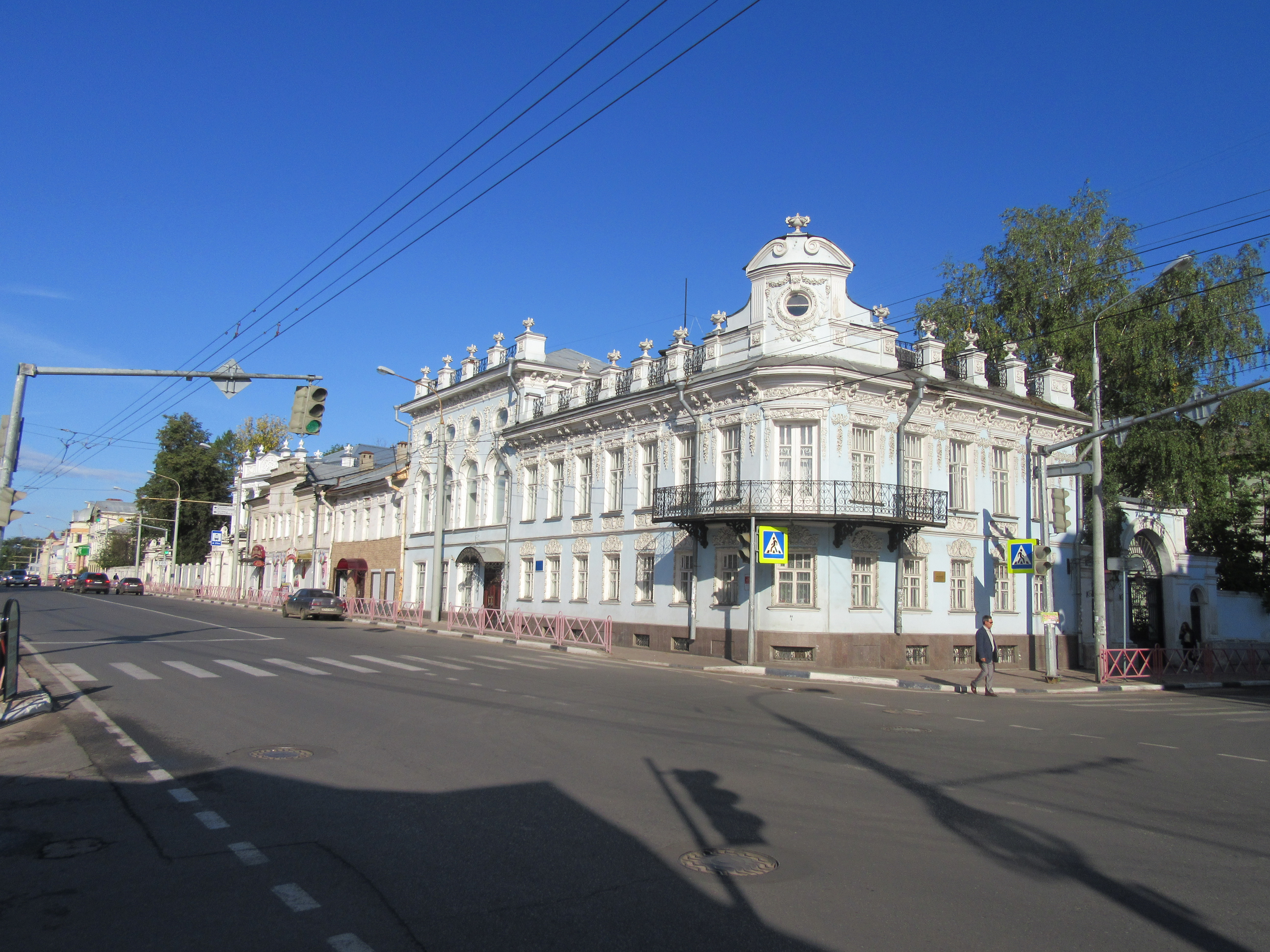
Maison des Dontsovy à Iaroslavl
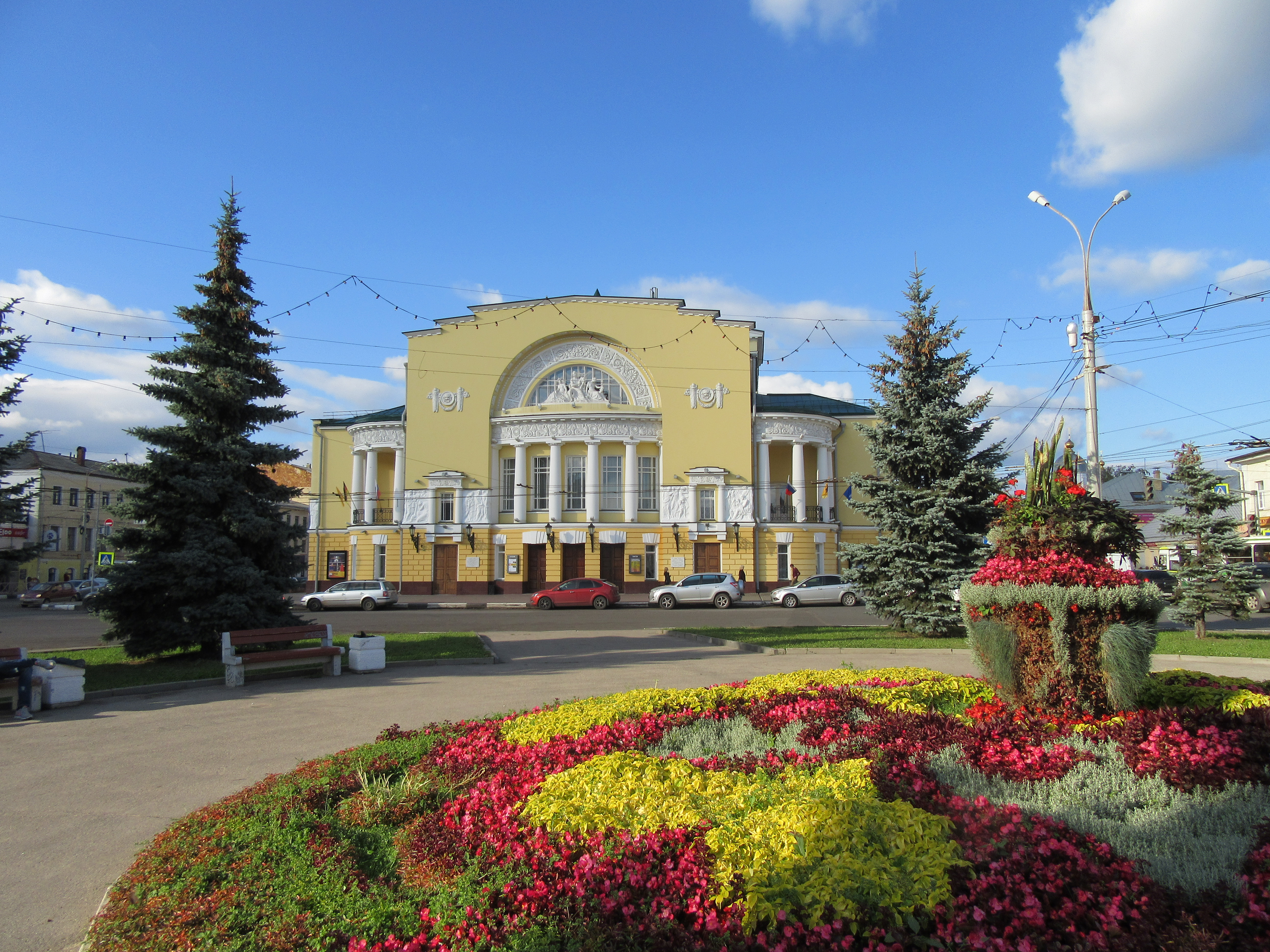
Théâtre Volkov à Iaroslavl
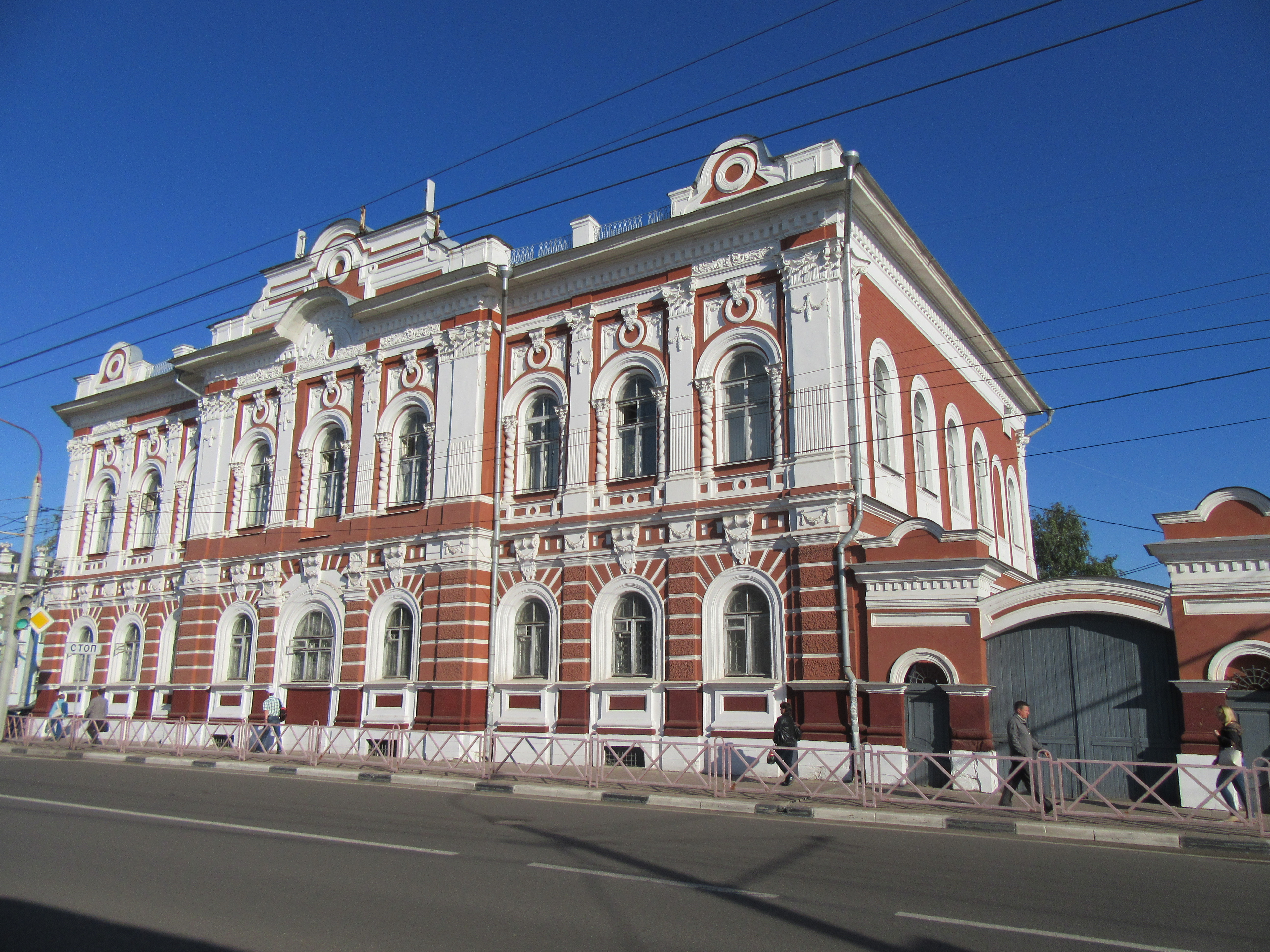
Ancien magasin des Pastoukhov (Iaroslavl)

## Personnalités liées à la ville
Sont nés à Iaroslavl :
- Elena Grosheva, gymnaste olympique (médaille d’argent, Atlanta 1996)
- Alexandre Nikolaïevitch Iakovlev (1923-2005), homme politique soviétique, conseiller de Mikhaïl Gorbatchev
- Alexandre Mikhaïlovitch Liapounov (1857-1918), physicien et mathématicien russe
- Sergueï Mikhaïlovitch Liapounov (1859-1924), pianiste et compositeur russe
- Iouri Lioubimov (1917-2014), acteur et metteur en scène russe, fondateur du Théâtre Taganka
- Leonid Vitalievitch Sobinov (1872-1934), chanteur d’opéra (ténor) russe
- Tikhon Rabotnov (1904-2000), professeur d’université et botaniste
- Valentina Vladimirovna Terechkova (1937 à Maslennikovo près de Iaroslavl sur la Volga), première femme dans l'espace et première femme cosmonaute au monde[4].
- Fiodor Ivanovitch Tolboukhine (4 juin 1884 à Androniki dans l’oblast de Iaroslavl, 17 octobre 1949 à Moscou), maréchal de l’Union soviétique
- Andreï Khomoutov (1961), joueur de hockey sur glace, six fois champion du monde
- Pavel Krotov (1992-2023), skieur acrobatique
- Artem Anisimov, joueur de hockey sur glace
- Vladimir Tarasenko, joueur de hockey sur glace

## Galerie d'images

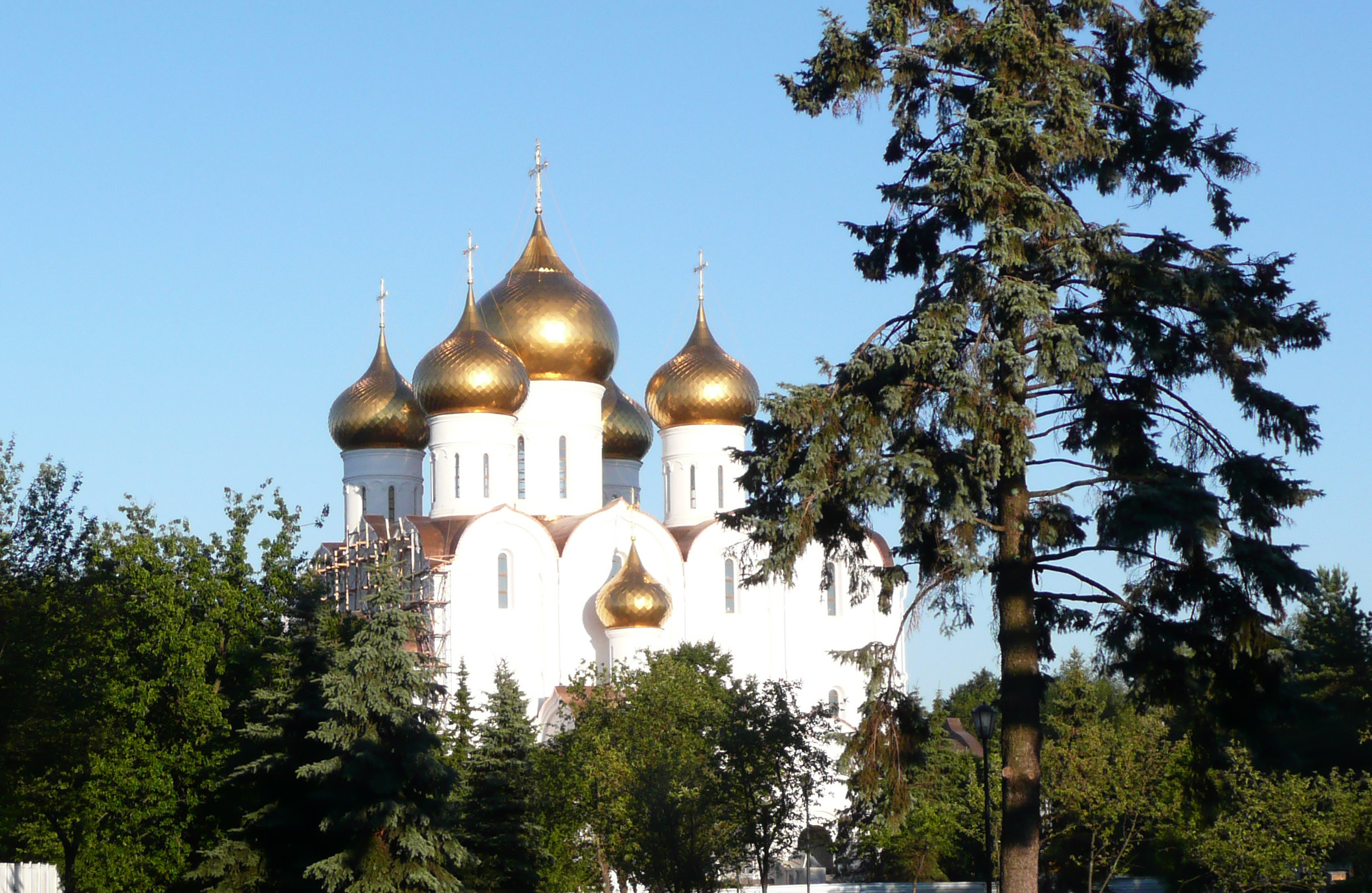
La cathédrale de la Dormition
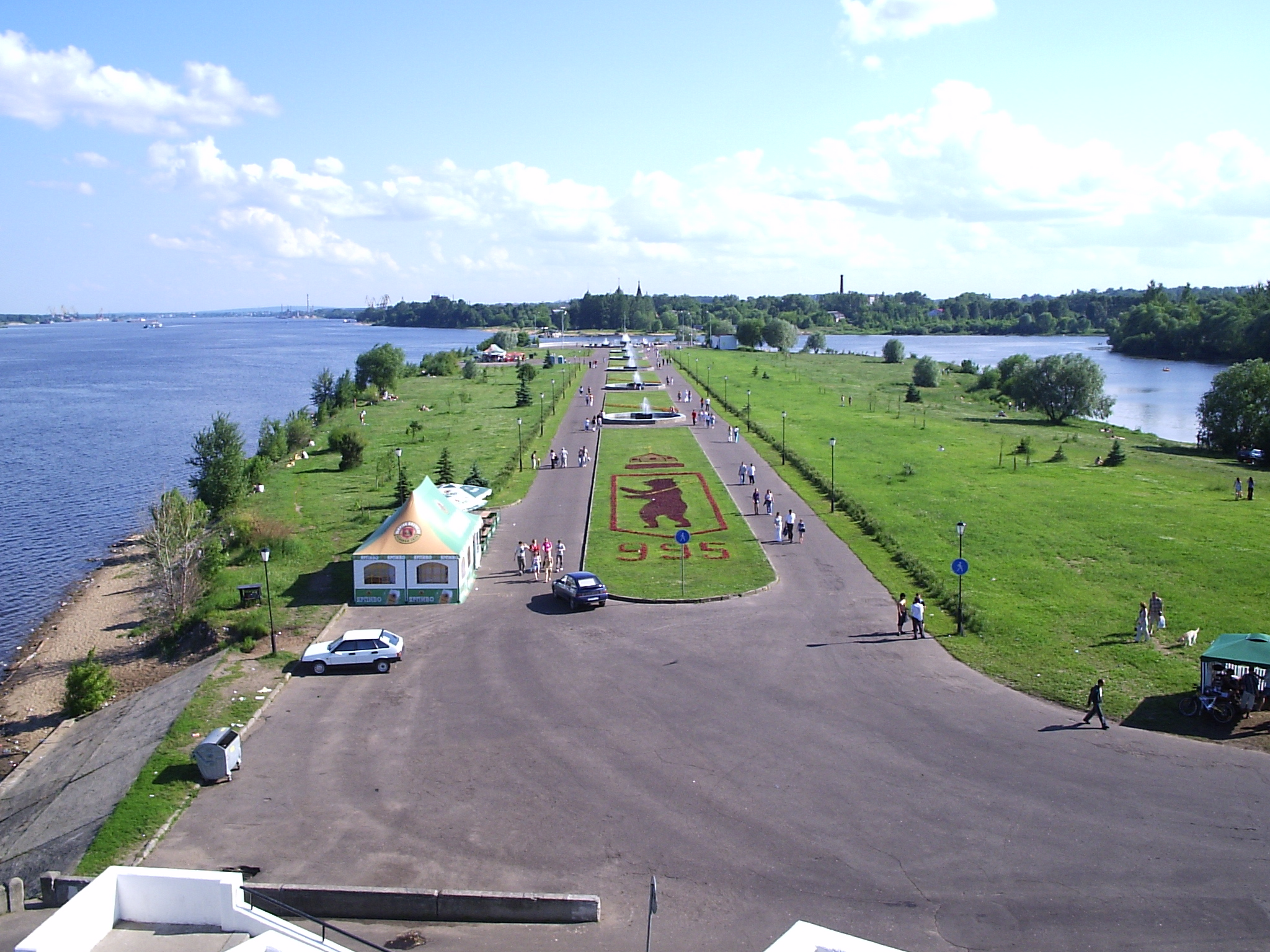
La confluence de la Volga et de la Kotorosl est un endroit privilégié de promenade
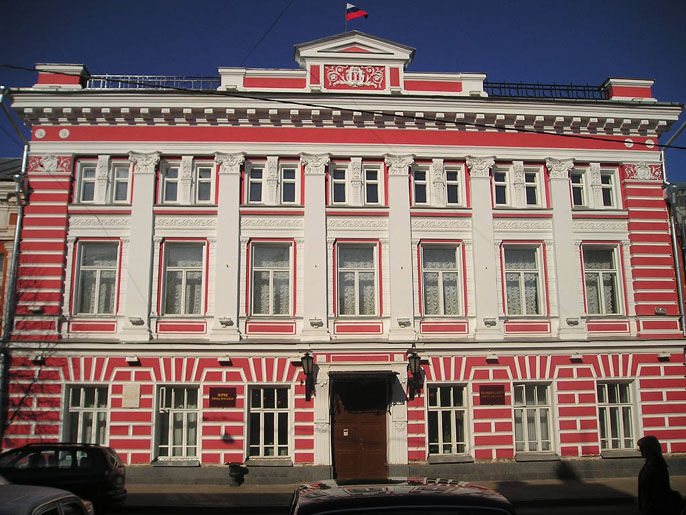
Mairie de Iaroslav (XVIIIe siècle)
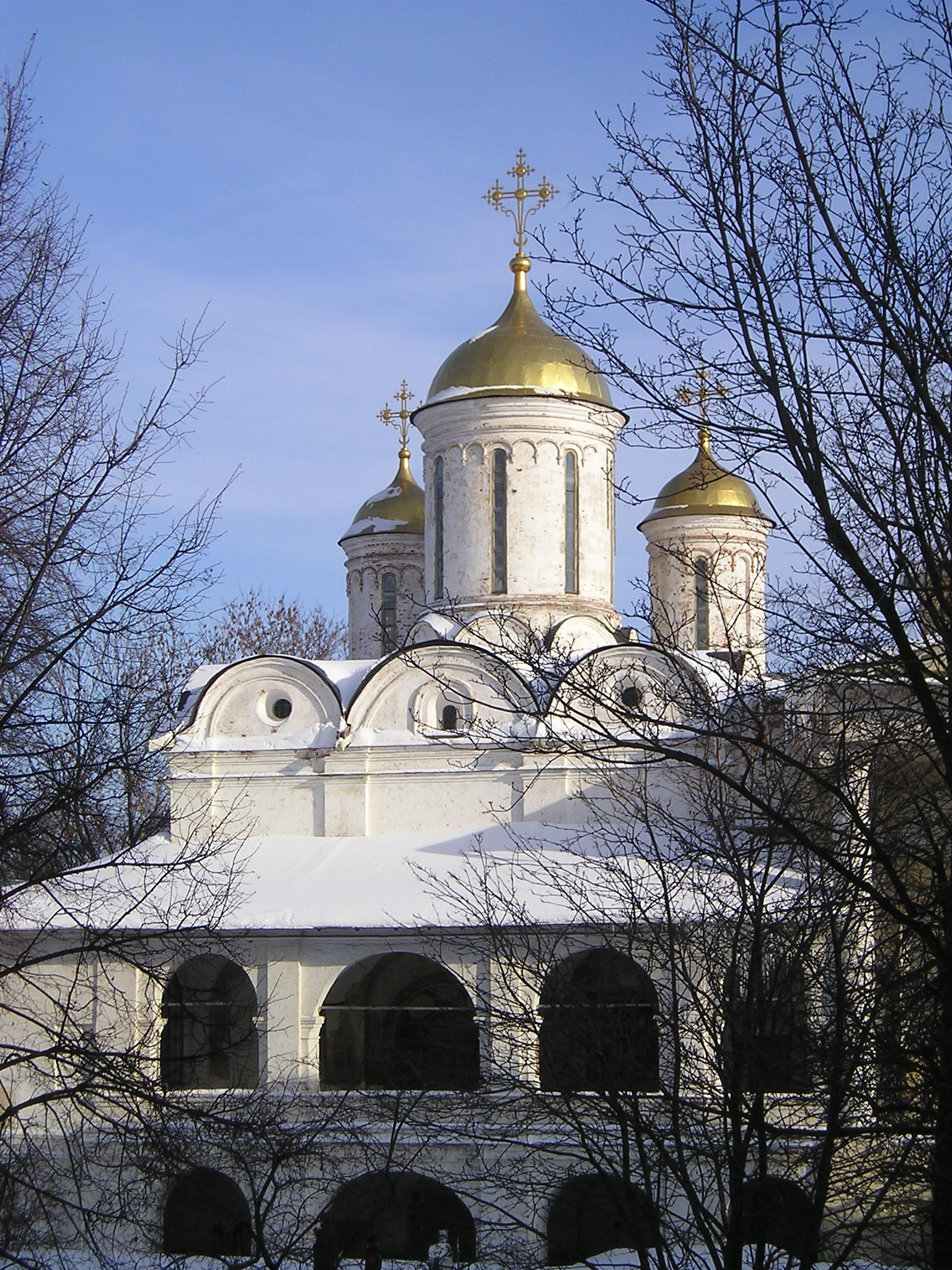
Monastère de la Transfiguration du Sauveur et sa cathédrale
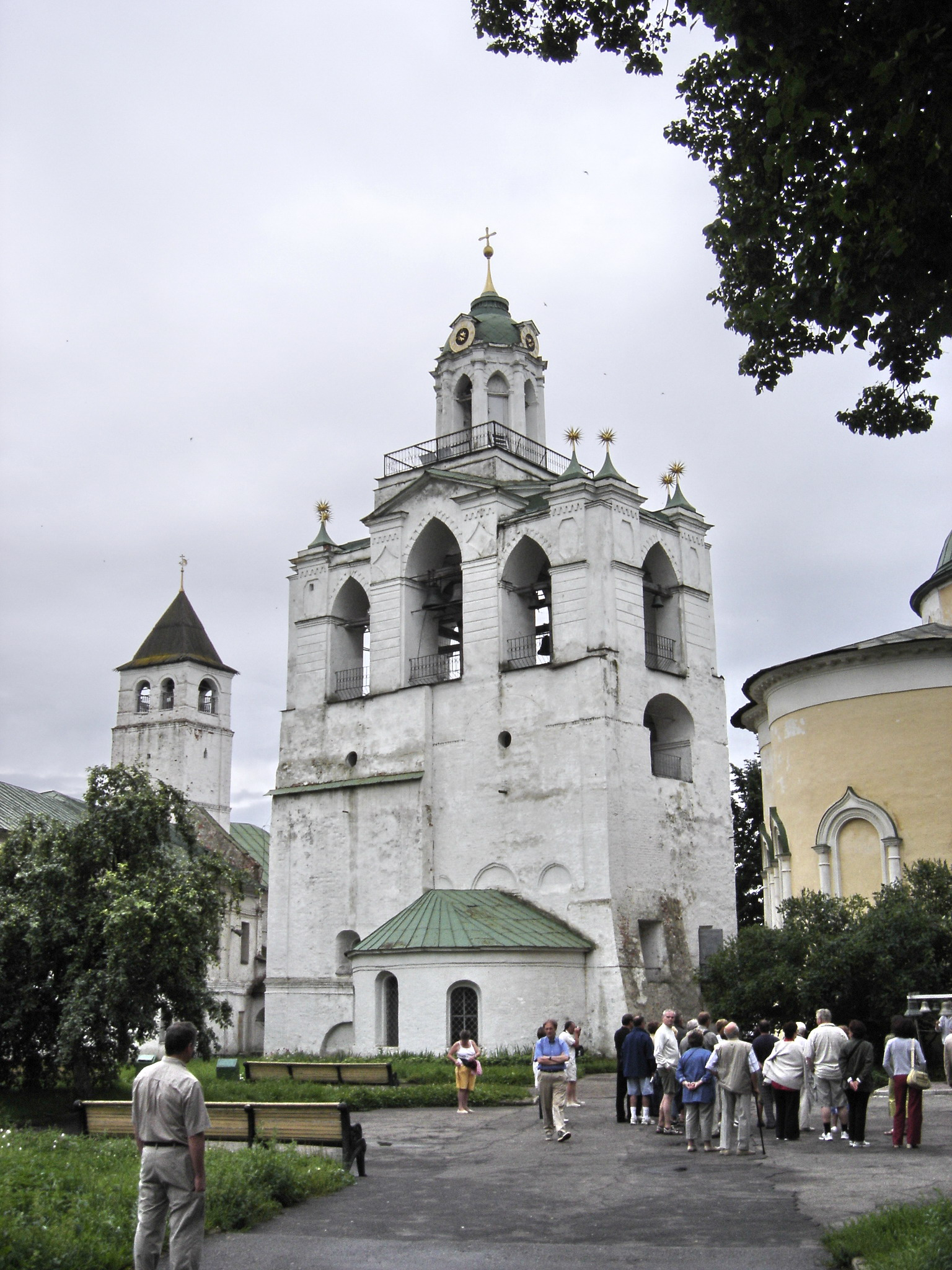
Le monastère de la Transfiguration du Sauveur

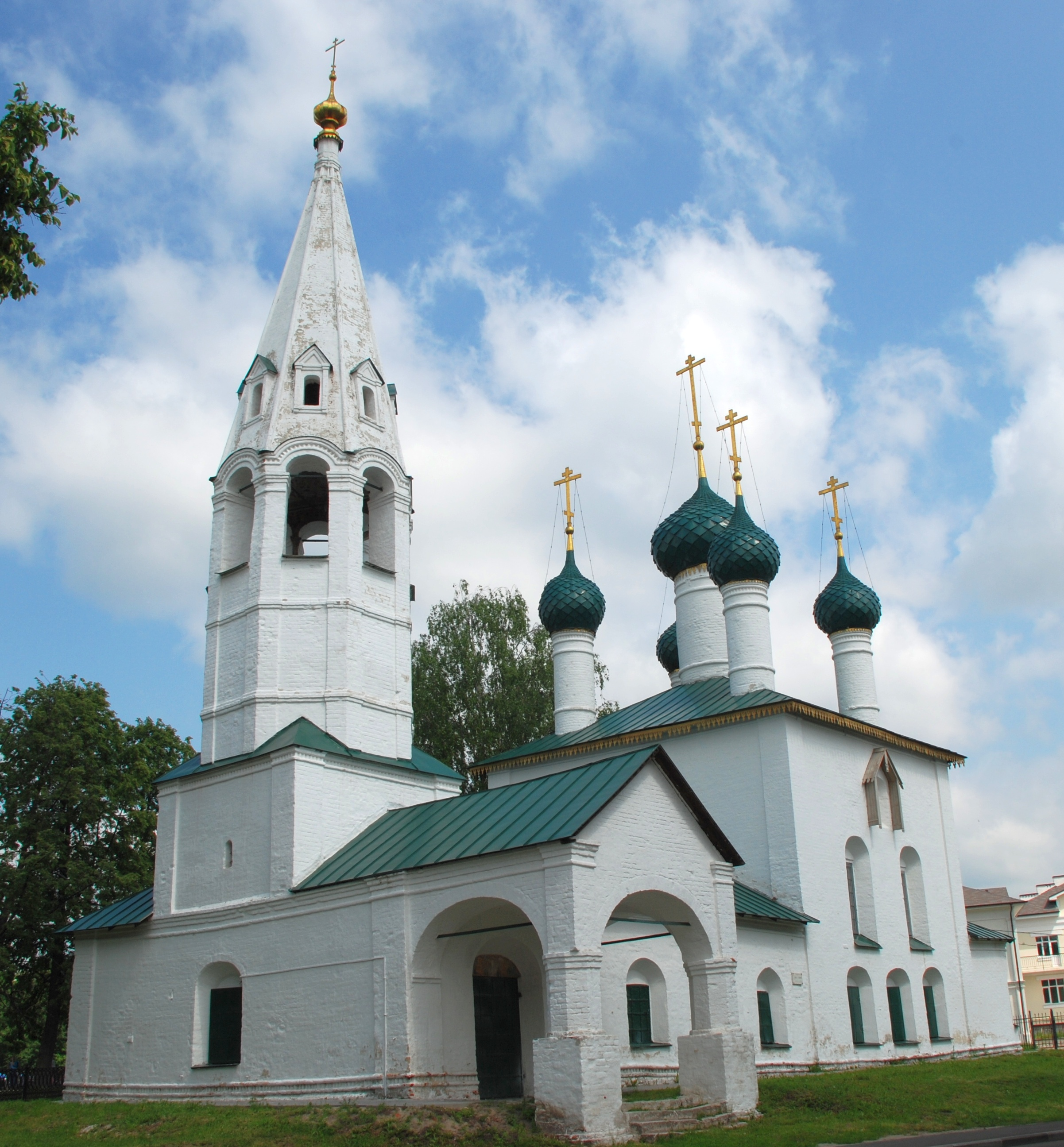
Église Nicolas de Roubleny
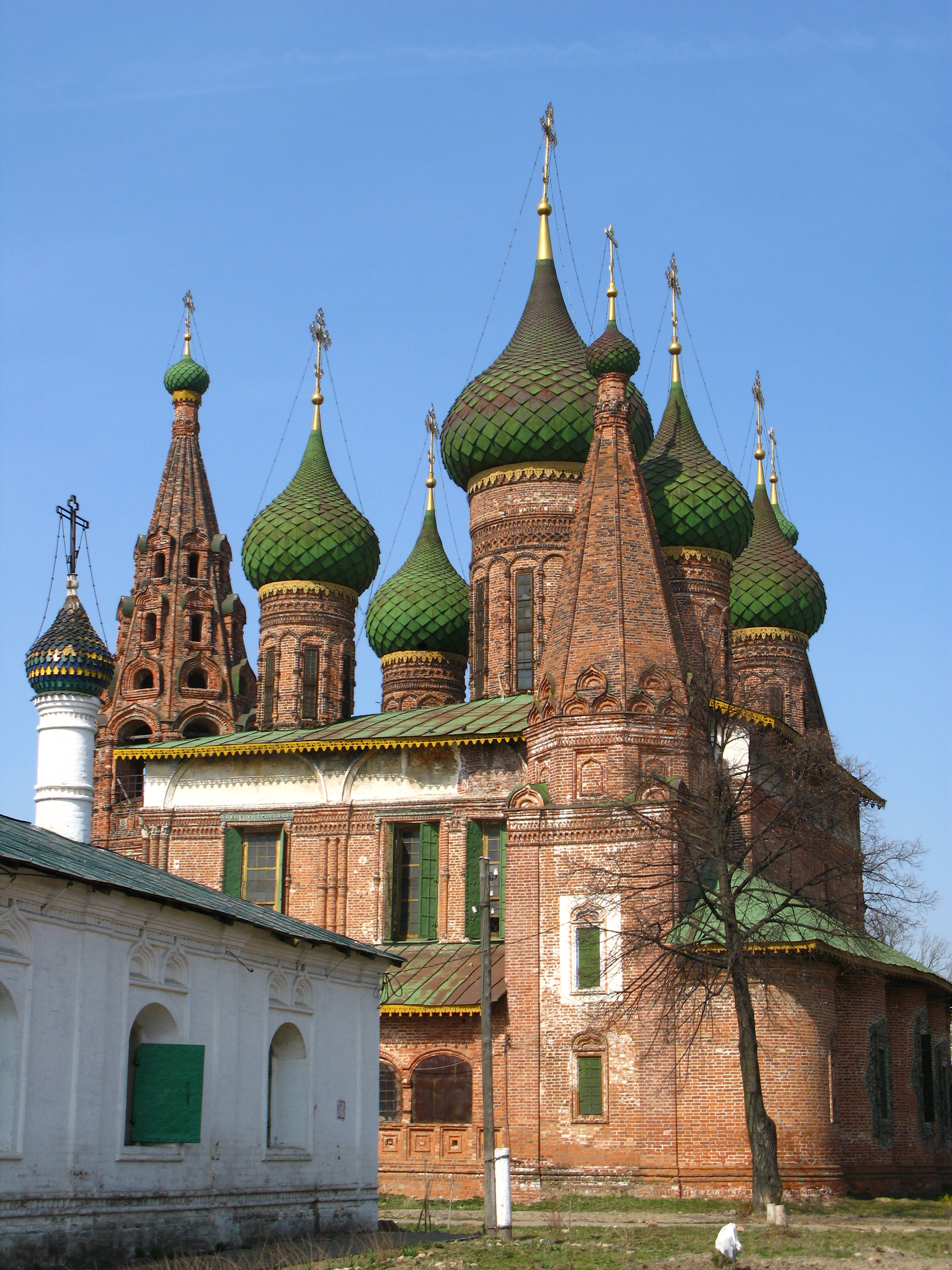
Église de Nicolas Mokry
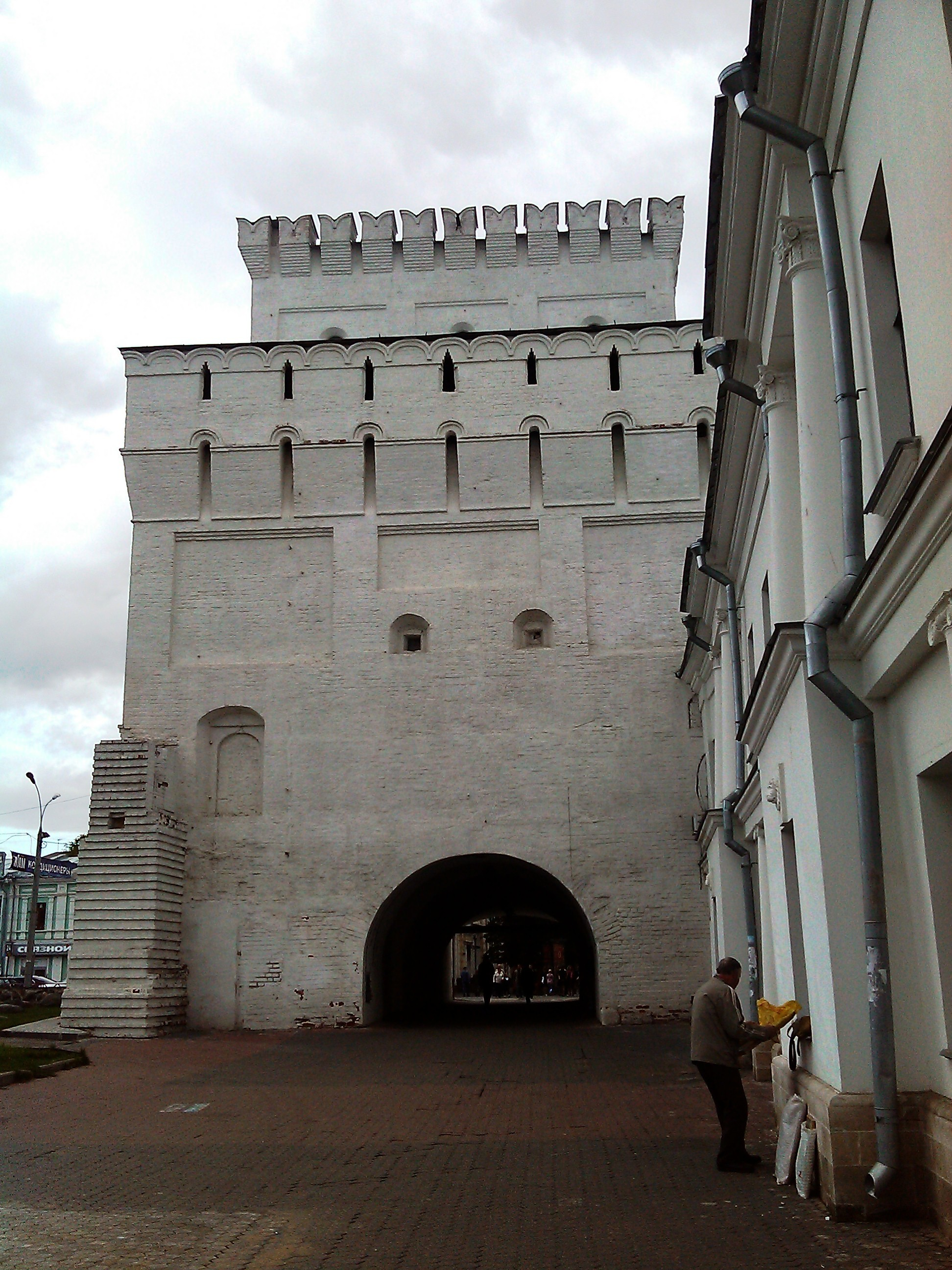
Tour Vlasievskaia
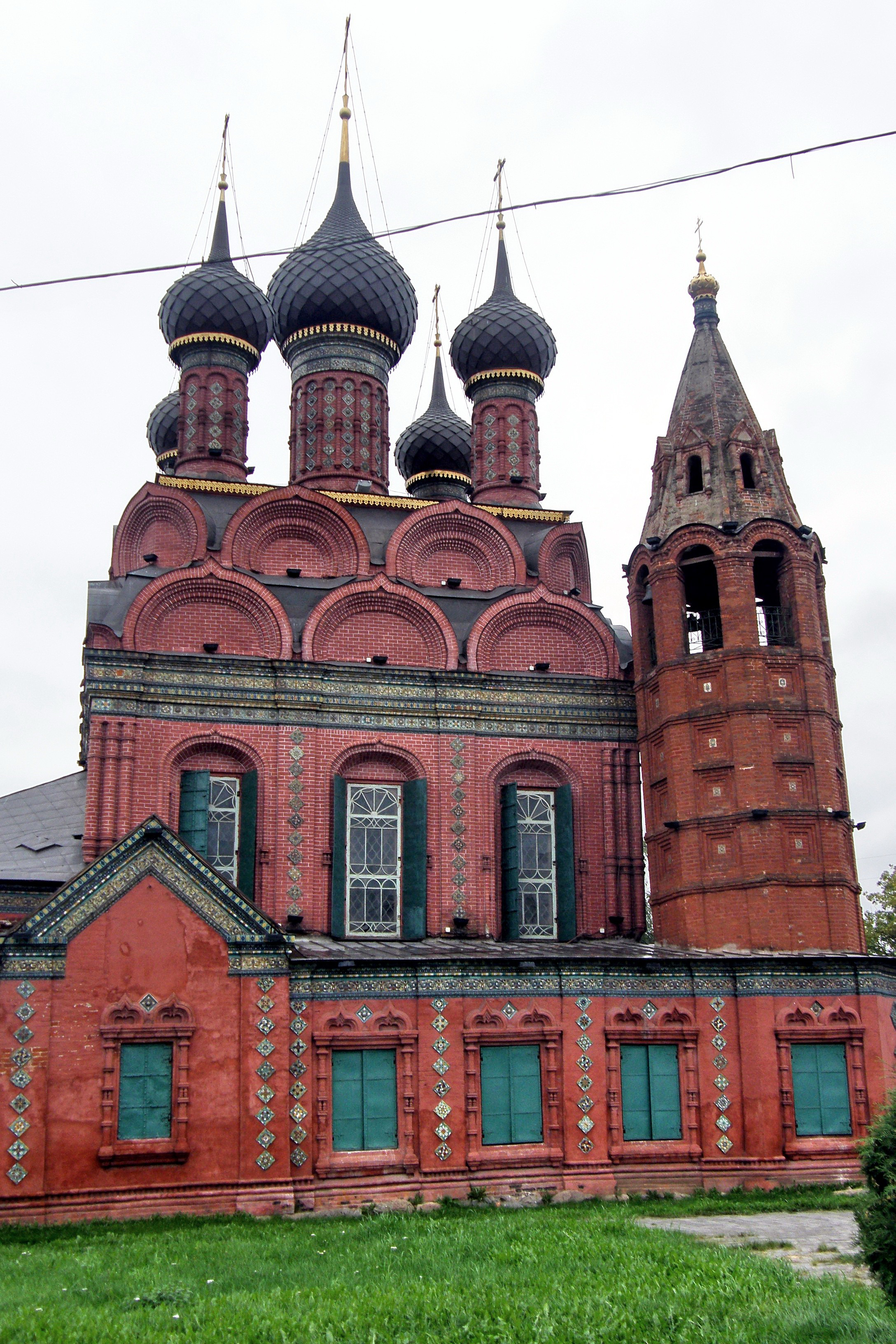
Église de l'Épiphanie (Iaroslavl)
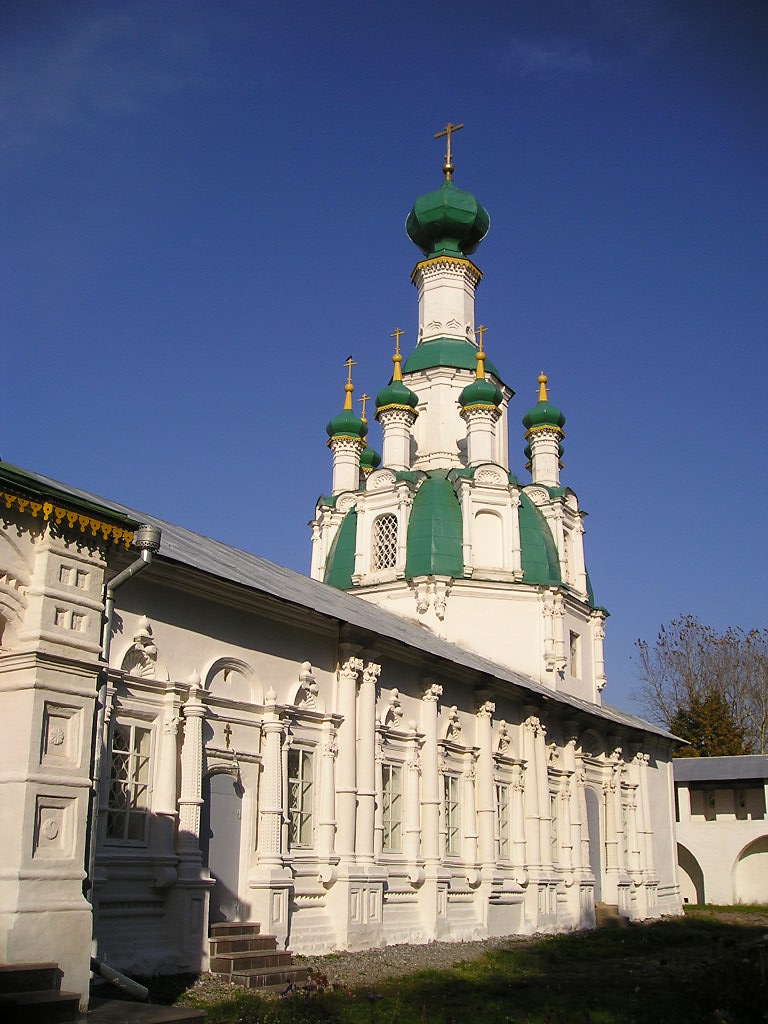
Église du Sauveur au monastère de Tolga